# Списак изумрлих врста птица од 1500. године
Од 1500. године па до данас 216 врста птица је изумрло, са све већим стопама изумирања због утицаја изазваних људским деловањем, као што су губитак станишта, уношење инвазивних врста и у последњем периоду озбиљну улогу имају и климатске промене. Тренутно постоји приближно 10.000 живих врста птица, од којих преко 1.480 је у озбиљној опасности од изумирања, а 223 врсте су критично угрожене.
Острвске врсте птица, а посебно острвске врсте које не могу да лете, су тренутно највише угрожене. Ситуацију илуструју Хаваји, где је првобитно живело 30% свих познатих недавно изумрлих таксона птица, затим и острво Гуам, који је изгубио преко 60% својих аутохтоних таксона птица у деценијама након увођења смеђе дрвене змије (Boiga irregularis). Несразмеран број изумирања барских кока (Rallidae) одражава тенденцију те породице да изгуби способност летења када је географски изолована. Још више барских кока је изумрло пре него што су их научници могли описати.
Датуми изумирања птица наведени у наставку су датуми последњег верификованог записа, односно веродостојног посматрања или узетог узорка, што представља приближне вредности стварног датума изумирања. Међутим, за многе пацифичке птице које су изумрле убрзо након европске колонизације, ово оставља период неизвесности од преко 100 година, јер су острва на којима су живеле изумрле птице научници ретко посећивали. У одређеним необичним случајевима, могуће је прецизно утврдити датум изумирања на одређену годину или чак дан; камењарски царић са острва Сан Бенедикто (Salpinctes obsoletus exsul) представља екстреман пример где би се његово изумирање могло темпирати са тачношћу од можда пола сата, што се поклапа са ерупцијом вулкана Барсена.
Година 1500. је изабрана као заједнички праг „модерне“ ере у којој се врсте научно описују, изумирања се прате, а глобализација је довела до повећаног притиска на врсте. Таксони који су изумрли пре 1500. године наведени су на Листи праисторијских врста птица из касног квартара; истакнути примери укључују птице слонове (Aepyornis) и мое.

## Изумрле врсте птица

### Apterygiformes
Киви са Новог Зеланда
- Пегави киви са Западне обале (Apteryx occidentalis) (Јужно острво, Нови Зеланд, око 1900 године)
Сумњиво различита врста; може бити подврста малог пегавог кивија (Apteryx owenii) или хибрид између те врсте и окаритског кивија (Apteryx rowi).[18]

### Anseriformes
Патке, гуске и лабудови
- Anatidae - патке, гуске и лабудови
  - Anatinae – патке
    - Tadornini
      - Изумрле врсте постојећих родова
        - Tadorna – - утве
          - Корејска утва (Tadorna cristata) (Североисточна Азија, 1964 године)[19][20]
Вероватно реликтна врста из Североисточне Азије.[21] Официјално крајње угрожена врста због непотврђених извештаја направљених између 1985. и 1990. године и лошег покривености региона истраживањем.[19]

        - Alopochen
          - Гуска са острва Реунион (Alopochen kervazoi) (Реинион, Маскаренска острва, крај 17. века)[22] Слабо познат; примећен 1672. године, проглашен изумрлим 1710. године.[23][24]
          - Гуска са Маурицијуса (Alopochen mauritiana) (Маурицијус, Маскаренска острва, 1693. године)[25][26]
          - Последњи пут забележена 1693. године, проглашена изумрлом 1698. године.[27]

    - Mergini - морске патке
      - †Camptorhynchus - лабрадорска патка
        - Лабрадорска патка (Camptorhynchus labradorius) (североисточна Северна Америка, око 1878. године)[28][29] Могућа реликтна врста. Узроци изумирања су слабо познати, али су барем делимично узроковани ловом.[30]

      - Изумрле врсте постојећих родова
        - Mergus - ронци
          - Окландски ронац (Mergus australis) (Нови Зеланд и Окландска острва, Југозападни Пацифик, око 1902. године)[31] Доведени до изумирања предаторством уведених сисара и ловом.[32][33]

    - Aythyini - патке ронилице
      - Изумрле врсте постојећих родова
        - Chenonetta
          - Финшова гриваста патка (Chenonetta finschi) (Нови Зеланд, око 1760. године)[34][35]
Узроци изумирања укључивали су предаторство од стране пацова и прекомерни лов.[35] Један непотврђен запис из 1870. године.[36]

        - Rhodonessa - ружичастоглава патка
          - Ружичастоглава патка (Rhodonessa caryophyllacea) (Источна Индија, Бангладеш, Северни Мјанмар, око 1945. године) – понекад укључено у род Netta, али ова класификација није општеприхваћена.[37][38]
Популација је нагло опала почетком 20. века због губитка станишта и лова.[39] Званично класификован као крајње угрожени таксон због могућности да јединке остану у удаљеним деловима северног Мјанмара, где су непотврђени извештаји наставили да стижу и у 21. век.[38]

        - Aythya
          - Мадагаскарска патка њорка (Aythya innotata) (Реинион, Маскаренска острва, 17. век)[40]
Неописана изумрла врста позната само из два субфосила и два историјска извештаја (1687, 1710) о не-Маскаренским тиркизним паткама на Реиниону.[41][42]

    - Anatini - патке
      - Изумрле врсте постојећих родова
        - Mareca - звиждаре
          - Амстердамска звиждара (Mareca marecula) (Острво Амстердам, Јужни Индијски океан, 1793. године)[43] Доведена до изумирања уништавањем станишта, ловом и уношењем инвазивних врста.[44][45]

        - Anas - пловке
          - Патка са острва Свети Павле (Anas sp.) (Острво Свети Павле, Јужни Индијски океан, око 1800. године)
Познат само по једном извештају из 1793. године. Можда је синоним за амстердамску звиждарку или засебну врсту или подврсту.[46]
          - Крџа са Маурицијуса (Anas theodori) (Маурицијус и Реинион, Маскаренска острва, 1710 године)[40] Изумирање узроковано брзим губитком станишта, ловом и уношењем инвазивних врста.[47][48]
          - Маријанска патка (Anas oustaleti) (Маријанска острва, Западни Пацифик, 1981. године)[49] Често се сматра подврстом патке глуваре (Anas platyrhynchos) или хибридом са пацифичком црном пловком (Anas superciliosa)[50] Лов и губитак станишта били су одговорни за изумирање. Напори за очување узгојем у заточеништву били су неуспешни.[49]

### Galliformes
Препелице Видите и Бокачку „дропљу“ испод Gruiformes
- - Megapodiidae - коке хумкашице
    - Изумрле врсте постојећих родова
      - Megapodius
        - Мегапод градитељ (Megapodius molistructor) (Нова Каледонија, крај 18. века? [51] )
Можда је преживела до краја 18. века, што доказују описи птице назване „Tetrao australis“, а касније „Megapodius andersoni“ .[51] Изумирање је вероватно изазвано ловом.[52][53]
        - Мегапода са острва Вити Леву (Megapodius amissus) (Вити Леву и можда Кадаву, Фиџи, 20. век?)
Конкретно познат само из субфосила који датирају 2900-2700 година пре данас. Вероватно доведен до изумирања ловом.[54] Непотврђена виђења из 20. века.[25][55]
        - Мегапода са острва Раул (Megapodius sp.) (острво Раул, острва Кермадек, 1876. године)
Хипотетичка врста за коју се каже да је насељавала острво Раул све док популација није збрисана у вулканској ерупцији.[56] Није јасно да ли птице представљају посебан таксон.[57]

- - Phasianidae - фазани
    - Изумрле врсте постојећих родова
      - Coturnix
        - Новозеландска препелица (Coturnix novaezelandiae) (Нови Зеланд, 1875, године)[58] Узроци изумирања укључују унете болести, конкуренцију са инвазивним врстама и спаљивање шума због пољопривреде.[52][59]

      - Ophrysia – Хималајска препелица
        - Хималајска препелица (Ophrysia superciliosa) (Северна Индија, крај 19. века) [60]
Последње потврђено виђење 1876. године[61] Званично крајње угрожена врстакрајње угрожена врста због текућих непотврђених виђења и оскудног истраживања у историјском подручју. Разлози за пад популације и могуће изумирање нису добро познати, али могу укључивати лов и уништавање станишта[52][62]

### Podicipediformes
Гњурци
- Изумрле врсте постојећих родова
  - Tachybaptus
    - Гњурац са језера Алаотра (Tachybaptus rufolavatus) (Језеро Алаотра и околна језера, Мадагаскар, 1985. године)

Званично проглашен изумрлим 2010. године, 25 година након последњег званичног виђења 1985. године.[63] Његово изумирање је првенствено последица уништавања станишта, уношења инвазивних врста и хибридизације са малим гњурцем (Tachybaptus ruficollis).[64]
  - Podilymbus
    - Гњурац са језера Атитлан (Podilymbus gigas) (језеро Атитлан, Гватемала, 1989. године) Изумирање узроковано уништавањем станишта, падом нивоа језера изазваним земљотресом 1976. године и хибридизацијом са шарокљуним гњурцем (Podilymbus podiceps).[65][66]

  - Podiceps
    - Колумбијски гњурац (Podiceps andinus) (Богота, Колумбија, 1977. године) Популација је брзо опадала почев од 1950-их због фактора који укључују уништавање станишта, уношење дужичасте пастрмке, лов и загађење воде. Опсежна истраживања током 1980-их нису успела да примете ниједну јединку.[67][68][69]

### Charadriiformes
Обалне птице, галебови и њорке
- Haematopodidae - остригари
  - Изумрле врсте постојећих родова
    - Haematopus - остригари
      - Канарски остригар (Haematopus meadewaldoi) (источна Канарска острва, источни Атлантик, око 1940. године)[70]
Последње потврђено виђење из 1913. године, пријављен као изумрла врста 1940. године[70] Поновљена истраживања у 20. веку нису успела да пронађу никакве доказе о постојању ове врсте.[71] Изумирање је вероватно узроковано прекомерним ловом од стране људи у међуплимној зони, уништавањем станишта и уведеним предаторима.[71][72]
- Charadriidae - жалари и вивци
  - Изумрле врсте постојећих родова
    - Vanellus - вивци
      - Јавански вивак (Vanellus macropterus) (Јава, Индонезија, средина 20. века)[73]
Последњи пут забележен 1940. године.[73] Званично класификована као крајње угрожена врстакрајње угрожена врста због непотпуног истраживања у одговарајућем станишту и непотврђених виђења која се настављају и почетком 21. века.[73][74] Пад и могуће изумирање узроковани ловом и уништавањем станишта.[74]
- Scolopacidae - шљукарице
  - Изумрле врсте постојећих родова
    - Numenius - шљуке
      - Ескимска царска шљука (Numenius borealis) (север Северне Америке, крај 20. века?)
Можда још увек постоји; званично класификован као крајње угрожена врстакрајње угрожена врста, вероватно изумрла врста.[75]
      - Танкокљуна царска шљука (Numenius tenuirostris) (Западни Сибир, почетком прве деценије 21. века?)
Можда још увек постоји; званично класификована као крајње угрожена врстакрајње угрожена врста. Неколико птица је забележено 2004. године након неколико деценија. Такође је било непотврђеног виђења у Албанији 2007. године. Краљевско друштво за заштиту птица (BirdLife у Великој Британији) тренутно спроводи истраживање како би се утврдило да ли ова птица још увек постоји.[76]

    - Prosobonia - Полинежанске спрутке
      - Спрутка са Тахитија (Prosobonia leucoptera) (Тахити, Друштвена острва, Јужни Пацифик, 19. век)[77]
      - Спрутка са острва Муреа (Prosobonia ellisi) (Муреа, Друштвена острва, Јужни Пацифик, 19. век)[78]
Сумњиво различито од Prosobonia leucoptera.
      - Спрутка са острва Киритимати (Prosobonia cancellata) (Острво Киритимати, Кирибати, централни Пацифик, 1850. године)[79]

    - Coenocorypha - Аустралијске шљуке
      - Мала шљука са Северног острва Новог Зеланда (Coenocorypha barrierensis) (Северно острво, Нови Зеланд, 1870. године)[80]
      - Мала шљука са Јужног острва Новог Зеланда (Coenocorypha iredalei) (Јужно острво и Стјуартова острва, Нови Зеланд, 1964. године)[81]
- Alcidae - њорке
  - †Pinguinus - велика њорка
    - Велика њорка (Pinguinus impennis) (Северноатлантски регион, 1852. године)

### Gruiformes
- †Nesotrochis
  - Антилски пећински петлован (Nesotrochis debooyi) Познат по костима из претколумбовског периода из Порторика и са Америчких Девичанских Острва. Приче о лако уловивој птици по имену "carrao" коју је чуо Александар Ветмор 1912. године на Порторику могу се односити на ову птицу..
- †Diaphorapteryx
  - Хокинсов петлован (Diaphorapteryx hawkinsi) (Чатамска острва, југозападни Пацифик, крај 19. века)[82]
- †Aphanapteryx
  - Црвени петлован са Маурицијуса (Aphanapteryx bonasia) (Маурицијус, Маскаренска острва, 1700. године)[83]
- Изумрле врсте постојећих родова
  -     - Петлован са острва Реунион (Dryolimnas augusti) (Реинион, Маскаренска острва, крајем 17. века)[84]
    - Сиви петлован са острва Родригез (Erythromachus leguati) (Родригез, Маскаренска острва, средина 18. века)[85]
    - Барски петлић са Фиџија (Gallirallus poecilopterus) (Фиџи, Полинезија, око 1990 године)[86]
    - Дифенбахов барски петлић (Gallirallus dieffenbachii)  (Чатамска острва, Југозападни Пацифик, средина 19. века)[87]Барски петлић са Тахитија
Gallirallus pacificus    Форстерова колекција зоолошких цртежа у Британском музеју
    - Барски петлић са Тахитија (Gallirallus pacificus) (Тахити, Друштвена острво, Јужни Пацифик, крај 18. или 19. века)[88]
    - Петлован са острва Вејк (Gallirallus wakensis) (Острво Вејк, Микронезија, 1945. године)[89]
    - Петлован са острва Вава (Gallirallus vavauensis) (Вава острво, Тонга, Југозападни Пацифик, рани 19. век?)[90]
Ова птица је раније била позната само са цртежа са експедиције Маласпина из 1793. године, који очигледно приказује врсту Gallirallus. Субфосилни остаци који припадају овој врсти пронађени су 2020. године.[91]
    - Барски петлован са острва Еуа (Gallirallus vekamatolu). Познат по праисторијским костима пронађеним на острву Еуа. Вероватно је био блиски сродник vrsti петлован са острва Вава.[92]
    - Барски петлован са острва Тонгатапу (Gallirallus hypoleucus) (Тонгатапу, Тонга, Југозападни Пацифик, касни 18. или 19. век)[93]
    - Барски петлован са острва Хива Оа (Gallirallus sp.)
    - Барски петлован са острва Норфолк (Gallirallus sp.) (Острво Норфолк, Југозападни Пацифик, рани 17. век?)
Можда је то птица приказана на лошој акварелној илустрацији направљеној око 1800. године.[94]
    - Барски петлован са острва Чатам (Gallirallus modestus) (Чатамска острва, Југозападни Пацифик, око 1900. године)[95]
    - Барски петлић са Нове Каледоније (Gallirallus lafresnayanus) (Нова Каледонија, Меланезија, око 1900. године?)
Званично класификована као крајње угрожена врста, последњи записи су из 1984. године и чини се као да су сва расположива станишта сада преплавиле дивље свиње и дивљи пси, који су ловили ову птицу.[96]
    - Петлован са Вазнесенског острва (Mundia elpenor) (Острво Асенсион, Јужни Атлантик, крај 17. века) – раније Атлантисија[97]
    - Барски петлић са острва Света Јелена (Zapornia astrictocarpus) (Света Јелена, Јужни Атлантик, почетак 16. века)[98]
    - Лајсански барски петлић
Zapornia palmeriЛајсански барски петлић (Zapornia palmeri) (Laysan, Хавајска острва, 1944. године)[99]
    - Хавајски барски петлић
Zapornia sandwichensis Хавајски барски петлић (Zapornia sandwichensis) (Велико острво, Хавајска острва, око 1890. године)[100]
    - Барски петлић са острва Кошај (Zapornia monasa) (Кошај, Каролинска острва, око средине до краја 19. века)[101]
    - Милеров барски петлић (Zapornia nigra) (Тахити, Друштвена острва, Јужни Пацифик, око 1800. године)
Познат је само са слика и описа; његов таксономски статус је неизвестан, јер се често верује да се материјал односи на постојећу врсту црни пацифички барски петлић (Zapornia tabuensis)[102]
    - Петлован са острва Света Јелена (Aphanocrex podarces) (Света Јелена, Јужни Атлантик, 16. век) - раније Атлантисија[103]
    - Султанка са острва Лорд Хау (Porphyrio albus) (Лорд Хау острво, Југозападни Пацифик, рани 19. век)[104]Султанка са острва Лорд Хау Porphyrio albus
    - Султанка са острва Реинион (Porphyrio caerulescens) (Реинион, Маскаренска острва, 18. век)
Познато само из описа. Раније постојање Porphyrio на Реиниону је прилично сигурно, али до данас није доказано[105]
    - Султанка са Маркиских острва (Porphyrio paepae) (Хива Оа и Тахуата, Маркиска острва)
Можда је преживела до око 1900. године. У доњем десном углу слике Пола Гогена из 1902. године „Talève des Marquises Porphyrio paepae“, налази се птица која подсећа на домаће описе врсте Porphyrio paepae[106]
    - Северни такахе (Porphyrio mantelli) (Северно острво, Нови Зеланд, крај 19. века) 
Познат по субфосилним костима пронађеним на Северном острву Новог Зеланда; можда је преживео до 1894. године или касније[107]
    - Султанка са Нове Каледоније (Porphyrio kukwiedei) (Нова Каледонија, Меланезија)
Можда је преживела до историјских времена. Сматра се да се домаћи назив "n'dino" односи на ову птицу[108]
    - Самоанска барска кокица (Gallinula pacifica) (Саваи, Самоа, 1907. године?)
Вероватно је боље сврстан у род Pareudiastes. Непотврђени извештаји с краја 20. века указују на то да још увек постоји у малом броју и стога је званично класификован као крајње угрожена врста[109]
    - Барска кокица са острва Макира (Gallinula silvestris) (Макира, Соломонова Острва, средина 20. века?)
Позната само по једном примерку, ова барска кокица се вероватно боље сврстава у сопствени род, Edithornis. Непотврђени скорашњи записи указују да још увек постоји и стога је званично класификована као крајње угрожена врста[110]
    - Барска кокица са острва Тристан Gallinula nesiotis (Тристан да Куња, Јужни Атлантик, крај 19. века)[111]
    - Маскаренска лиска (Fulica newtonii) (Маурицијус и Реинион, Маскаренска острва, око 1700. године)[112]
    - Шарпова барска кокица (Gallirallus sharpei) (Индонезија?)
Познат само по типичном примерку, али научници претпостављају да потиче из Индонезије. Могуће је да је морфа врсте шарени пацифички барски петлић (Gallirallus philippensis)[113]
    - Барска кокица са архипелага Фернандо де Нороња (Rallidae gen. et sp. indet.) (Фернандо де Нороња, Западни Атлантик, 16. век?)
Посебна врста барских кокица насељавала је острво Фернандо де Нороња, али још увек није званично описана. Вероватно је још увек постојала у време првог контакта са Западом[114]
    - Барска кокица са Тахитија (Rallidae gen. et sp. indet.) (Тахити, Друштвена острва, Јужни Пацифик, крај 18. века?) Рани путници на Тахити су пријавили „гуску“ која је пронађена у планинама. Све у свему, врста барске кокице из рода Porphyrio изгледа као највероватнија могућност
    - Барска кокица са атола Бокак (Rallidae? gen. et sp. indet. 'Bokaak')
У једном раном извештају са атола Бокак на Маршалским Острвима помиње се неидентификована копнена птица. Описана је као „дропља“ и можда је заправо била барска кокица или мегапод. У првом случају, можда је била луталица још увек постојеће врсте; у сваком случају, данас се на атолу Бокак не налази птица која би се могла описати као „слична дропљи“.
    - Барска кокица са Острва Амстердам (Rallidae gen. et sp. indet.)
Непозната барска кокица са острва Амстердам; један примерак је пронађен, али није извучен. Изумрла је до 1800. године, можда је била луталица још увек постојеће врсте

### Procellariiformes
Бурнице, зовоји и албатроси
- Мала бурница са острва Света Јелена (Bulweria bifax) (Света Јелена, Јужни Атлантик, почетак 16. века)[115]
- Велика бурница са острва Света Јелена (Pterodroma rupinarum) (Света Јелена, Јужни Атлантик, почетак 16. века)
- Имберова бурница (Pterodroma imberi) (Чатамска острва, југозападни Пацифик, почетак 19. века?)
Описано на основу субфосилних костију[116]
- Јамајканска бурница Pterodroma caribbaea
Јамајканска бурница (Pterodroma caribbaea) (Јамајка, Антили, крај 19. века?)
Могуће је да је подврста црнокапе бурнице (Pterodroma hasitata); непотврђени извештаји указују на то да можда још увек постоји. Званично је класификована као крајње угрожена врста могуће изумрла[117]
- Pterodroma cf. leucoptera (Мангарева, Гамбијерова острва, Јужни Пацифик, 20. век?)
Крило леша бурнице који је по изгледу био сличан Гулдовој бурници(Pterodroma leucoptera) пронађено је на Мангареви 1922. године, где се вероватно гнездила. Данас се не зна да такве птице тамо постоје
- Гвадалупска крупнокљуна бурница (Hydrobates macrodactylus) (острво Гвадалупе, источни Пацифик, 1910-те)
Званично класификована као крајње угрожена врста, могуће изумрла, али темељно истраживање 2000. године закључило је да је ова врста сигурно изумрла

### Sphenisciformes
Пингвини
- Изумрле врсте постојећих родова
  - Eudyptes – грбасти пингвини
    - Пингвин са Чатамских острва (Eudyptes warhami) (Чатамска острва, југозападни Пацифик, између 1867. и 1872. године?)
Позната само из субфосилних костију, али птица држана у заточеништву негде између 1867. и 1872. године може се односити на ову врсту[118]

### Suliformes
Блуне
- Sulidae - блуне
  - Блуна са Маскаренских острва, Papasula sp. (Маурицијус и Родригез, Маскаренска острва, средина 19. века)
    - Неописана врста блуне која се раније сматрала популацијом Аботове блуне (Papasula abbotti). Физички позната само по субфосилним костима, али је вероватно птица коју су рани досељеници називали блуном; блуна је последњи пут забележен на Родригесу 1832. године и вероватно је изумрла након крчења шума на острву
- Phalacrocoracidae - корморани и вранци
  - Паласов вранац (Urile perspicillatus) (Командорска острва, Северни Пацифик, око 1850)[119]

### Pelecaniformes
Пеликани
- Threskiornithidae - ибиси и кашичари
  - Изумрле врсте постојећих родова
    - Threskiornis
      - Ибис са острва Реинион (Threskiornis solitarius) (Реинион, Маскаренска острва, почетак 18. века)
Ова врста је била основа за „белог додоа“ (Raphus solitarius), претпостављеног рођака додоа (Raphus cucullatus) и додоа са острва Родригез (Pezophaps solitaria). С обзиром на чињеницу да су на Реиниону пронађене кости ибиса (али не и кости сличне доду) и да се стари описи прилично добро подударају са афричким светим ибисом (Threskiornis aethiopicus) који не може да лети, хипотеза о „белом додоу“ је оповргнута[120]
- Ardeidae – чапље, беле чапље и чапљице
  - Botaurinae - чапљице
    - Изумрле врсте постојећих родова
      - Botaurus

    - Новозеландска чапљица (Botaurus novaezelandiae) (Нови Зеланд, крај 19. века)
Дуго су се сматрали лутајућим јединкама црнолеђе чапљице (Botaurus dubius ); кости пронађене из холоценских наслага указују на то да је ово заиста био посебан таксон, али можда није и посебна врста[121]

  - Ardeinae – чапље и беле чапље
    - Изумрле врсте постојећих родова
      - Nyctanassa
        - Гак са Бермуде (Nyctanassa carcinocatactes) (Бермуди, западни Атлантик, 17. век)
Понекад се приписује роду Nycticorax[122]

      - Nycticorax
        - Гак са острва Реинион (Nycticorax duboisi) (Реинион, Маскаренска острва, крај 17. века)
        - Гак са острва Маурицијус (Nycticorax mauritianus) (Маурицијус, Маскаренска острва, око 1700)[123]
        - Гак са острва Родригез (Nycticorax megacephalus) (Родригез, Маскаренска острва, средина 18. века)[124]
        - Гак са Вазнесенског острва (Nycticorax olsoni) (Острво Асенсион, Јужни Атлантик, крај 16. века?)[125]
Позната само из субфосилних костију, али опис птице без лета са острва Асенсион од стране Андреа Тевеа не може се поистоветити ни са чим другим осим са овом врстом.

### Columbiformes
Голубови, гугутке, додои За а „белог додоа“ (Raphus solitarius), погледајте Ибис са острва Реинион (Threskiornis solitarius)
- †Ectopistes – Голуб селац
  - Голуб селац (Ectopistes migratorius) (источна Северна Америка, 1914)

Голуб селац је некада био међу најбројнијим врстама дивљих птица на свету, са једним јатом које је бројало и до 2,2 милијарде птица. Ловио се на ивици изумирања због хране и спорта крајем 19. века. Последња јединка, женка без пара, названа Марта по Марти Вашингтон, угинула је у зоолошком врту у Синсинатију 1914. године[126]
- †Dysmoropelia - Saint Helena dove
  - Гугутка са острва Света Јелена (Dysmoropelia dekarchiskos) (Света Јелена, јужни Атлантик, 16. век?)

Познат само из костију из касног плеистоцена, али је могуће да је опстао до 16. века[127][128]
- †Raphus - Додо
  - Додо (Raphus cucullatus) (Маурицијус, Маскаренска острва, касни 17. век)

Именован Didus ineptus од стране Карла фон Линеа. Птица без лета висока један метар пронађена на Маурицијусу. Њено шумско станиште је уништено када су се холандски досељеници доселили на острво, а гнезда и јаја додоа су уништиле свиње, мачке и мајмуни које су Холанђани донели са собом. Последњи примерак је убијен 1681. године, само 80 година након доласка нових предатора.[129]
- †Pezophaps - Додо са острва Родригез
  - Додо са острва Родригез (Pezophaps solitaria) (Родригез, Маскаренска острва, око 1730. године)
- Изумрле врсте постојећих родова
  - Бонински голуб (Columba versicolor) (Накодо-џима, Чичиџима, Бонинска острва, око 1890. године)[130]
  - Голуб са архипелага Рјукју (Columba jouyi) (Окинава и Даито, северозападни Пацифик, крајем 1930. године)[131]
  - Грлица са острва Родригез (Nesoenas rodericanus) (Родригез,  Маскаренска острва, пре 1690. године?)
Раније у Streptopelia. Могуће подврста мадагаскарске грлице (Nesoenas picturatus), чини се да је ово птица коју је посматрао Легуат. Увезени пацови су можда проузроковали њено изумирање крајем 17. века[132]
  - Пегави зелени голуб (Caloenas maculata) (Острва Јужног Пацифика или Индијског океана, 1820. године)
Такође познат као "ливерпулски голуб", једини познати примерак налази се у Светском музеју у Ливерпулу од 1851. године и вероватно је сакупљен на неком пацифичком острву за Едварда Стенлија, 13. грофа од Дербија. Претпоставља се да је ова птица дошла са Тахитија на основу домаћег предања о донекле сличној изумрлој птици званој тити, али то још није потврђено.[133]
  - Голуб крваво срце са архипелага Сулу Gallicolumba menagei (Тавитави, Филипини, касне 1990. године?)
Званично класификована као крајње угрожена врста. Познат је само на основу два примерка снимљена 1891. године. Било је више непотврђених извештаја са целог архипелага Сулу 1995. године; међутим, ови извештаји су наводили да је птица изненада доживела масовни пад и да је до сада уништавање станишта скоро потпуно. Ако није изумрла, ова врста је свакако веома ретка, али текући грађански рат спречава свеобухватна истраживања.[134]
  - Голубић са тла са острва Норфолк (Pampusana norfolkensis) (Острво Норфолк, југозападни Пацифик, око 1800. године)[135]
  - Риђи голубић са тла (Pampusana ferruginea) (Тана, Вануату, крај 18. или 19. века)
Познато само из описа два сада изгубљена примерка[136]
  - Дебелокљуни голубић са тла (Pampusana salamonis) (Макира и Рамос, Соломонова Острва, средина 20. века?)
Последњи пут забележен 1927. године, постоје само два примерка. Проглашен изумрлим 2005. године[137]
  - Шоазелски голуб Microgoura meekiШоазелски голуб (Microgoura meeki) (Шоазел, Соломонова Острва, почетак 20. века)[138]
  - Црвенобрки воћни голубић (Ptilinopus mercierii) (Нуку Хива и Хива Оа, Маркиза, 1922)
Две подврсте, мало позната номинована подврста Ptilinopus mercierii mercierii на Нуку Хиви (изумрла средином до краја 19. века) и Ptilinopus mercierii tristrami на Хива Ои (1922)[139]
  - Воћни голуб са острва Негрос (Ptilinopus arcanus) (Негрос, Филипини, крај 20. века?)
Познат је само по једном примерку узетом приликом јединог документованог виђења 1953. године; валидност ове врсте је доведена у питање, али није предложена добра алтернатива за статус посебне врсте. Званично класификована као крајње угрожена врста, можда још увек постоји на Панају, али ниједно истраживање није је лоцирало. Један могући запис из 2002. године изгледа да се није поновио од тада[140]
  - Плави голуб са МаурицијусаAlectroenas nitidissimusПлави голуб са Маурицијуса (Alectroenas nitidissimus) (Маурицијус, Маскаренска острва, око 1830. године)[141]
  - Плави голуб са Реиниона (Alectroenas sp.) (Реинион, Маскаренска острва, 1619)[142]
  - Плави голуб са Провиденс атола (Alectroenas sp.) (Група Фаркуар, Сејшели, 19. век)
Познато само из раних извештаја; могуће подврста коморског плавог голуба (Alectroenas sganzini) или сејшелског плавог голуба (Alectroenas pulcherrimus)[143]
  - Грлица са острва Маурицијус (Nesoenas cicur) (Маурицијус, Маскаренска острва, 1730. године)
Слична мадагаскарској грлици (Nesoenas picturatus) али копненија, са снажнијим ногама и мањим крилима. Нестала је до 1730. године због лова, предаторства од стране уведених сисара и крчења шума[144]
  - Шумски голуб са Маурицијуса (Columba thiriouxi) (Маурицијус, Маскаренска острва, 1730. године)                                        
Описан на основу субфосилних остатака, верује се да је изумро до 1730. године због лова, предаторства од стране уведених црних пацова (Rattus rattus) и крчења шума. Врста је доведена у питање због оскудности материјала и непотпуног разликовања од дивљих голубова (Columba livia) уведених на острво 1639. године. Међутим, рани историјски записи помињу постојање голубова који су лако хватани[145]

### Cuculiformes
Кукавице
- † Nannococcyx - Кукавица са Свете Јелене
  - Кукавица са острва Света Јелена (Nannococcyx psix) (Света Јелена, Јужни Атлантик, 18. век)[146]
- Изумрле врсте постојећих родова
  - Coua – куа, род ендемски за Мадагаскар
    - Куа пужарица (Coua delalandei) (Мадагаскар, касни 19. век?)[147]

### Cathartiformes
Лешинари Новог света
- „Бартрамов обојени лешинар“ (Sarcoramphus sacra) (Флорида, Северна Америка, крај 18. века?)
  - Птица наводно слична по изгледу краљевском лешинaру (Sarcoramphus papa) коју је Вилијам Бартрам идентификовао на својим путовањима 1770-их. Скептици су навели да је вероватно заснована на погрешној идентификацији ћубасте каракаре (Caracara plancus), иако се докази све више померају ка томе да је то валидан таксон који је некада постојао, било као засебна врста или као подврста краљевског лешинара, на основу независне илустрације готово идентичне птице коју је неколико деценија раније направио Елеазар Албин[148]

### Strigiformes
Праве сове и кукувије
Strigidae - праве сове
- Пернамбушка мала сова (Glaucidium mooreorum) (Пернамбуко, Бразил, 2001?)[149]
Званично класификована као крајње угрожена врста, али је могуће да и даље постоји. Студија организације BirdLife из 2018. године, наводећи обрасце изумирања, препоручила је прекласификацију ове врсте као могуће изумрле[150]
- Ћук са острва Реинион, (Otus grucheti) (Реинион, Маскаренска острва, крај 17. века?)[151]
- Ћук са Маурицијуса, (Otus sauzieri) (Маурицијус, Маскаренсска острва, 1850. године)[152]
- Ћук са острва Родригез, (Otus murivorus) (Родригез, Маскаренска острва, средина 18. века)[153]
Претходне три врсте су различито смештене у родове Bubo, Athene, "Scops" (= Otus ), Strix и Tyto, па чак и у сопствени род, Mascarenotus, пре него што је њихова права сродност откривена
- Сиау ћук (Otus siaoensis) (острво Сиау, Индонезија, 20. век?)
Познат само по холотипу сакупљеном 1866. године. Можда још увек постоји, јер круже гласине о совама на острву Сијау[154]
- Новокаледонски букбук (Ninox cf. novaeseelandiae) (Нова Каледонија, Меланезија)
Познато само по праисторијским костима, али је могуће да још увек постоји
- Сова смејачица (Ninox albifacies) (Нови Зеланд, 1914. године?)
Две подврсте: номинирана подврста Ninox albifacies albifacies (Јужно острво и острво Стјуарт, изумрла 1914 године?) и Ninox albifacies rufifacies (Северно острво, изумрла око 1870. године?); посредни докази указују на то да су мали остаци преживели до почетка или средине 20. века[155]

Tytonidae - кукувије
- Порториканска кукувија (Tyto cavatica) (Порторико, Антили, почетак 20. века?)
Позната по праисторијским костима пронађеним у пећинама на Порторику; могуће је да је постојала до 1912. године, с обзиром на извештаје о присуству сова које су се одмарале у пећинама. Вероватно подврста или синоним за још увек постојећу пепељасту кукувију (Tyto glaucops)[156]

### Caprimulgiformes
Caprimulgidae - легњеви
- Јамајкански паураке легањ (Siphonorhis americana) (Јамајка, Антили, крај 19. века?)
Извештаји о неидентификованим легњевима из 1980-их у станишту погодном за ову криптичну врсту сугеришу да она можда још увек постоји. Истраживање ове могућности је тренутно у току; до добијања додатних информација, званично је класификована као крајње угрожена врста, могуће изумрла[157]
- Кубански паураке легањ (Siphonorhis daiquiri) (Куба, Антили, праисторијско?)
Описана на основу субфосилних костију 1985. године. Постоје сталне гласине да ова птица, коју научници никада нису видели живу, можда још увек постоји[158]
- Воријев легањ (Caprimulgus centralasicus) (Кина, почетак 20. века?)
Познат је само по једном примерку из Синђанга, Кина, узетом 1929. године. Никада више није виђен нити пронађен, али валидност ове наводне врсте је озбиљно оспоравана. Међутим, никада није оповргнута тврдња да је у питању незрела женка легња (Caprimulgus europaeus) која живи у пустињи[159]
- Легањ са Нове Каледоније (Eurostopodus exul) (Нова Каледонија, Меланезија, средина 20. века)
Ова врста је виђена само једном 1939. године; због својих криптичних навика, могуће је да још увек постоји, али се то сада сматра мало вероватним[160]

### Aegotheliformes
Aegotheliformes
- Совасти легањ са Нове Каледоније (Aegotheles savesi) (Нова Каледонија, крај 1990. године)
- Не треба мешати са врстом легањ са Нове Каледоније (Eurostopodus exul). Типични примерак је сакупљен након што је птица улетела у спаваћу собу у селу Тонгхуе. Овај велики легањ познат је само на основу два примерка снимљена 1880. и 1915. године, два друга потврђена виђења и два друга делимично оспоравана виђења и једног непотврђеног, дебатованог виђења. Најновији извештај је из експедиције из 1998. године која је видела великог легња како се храни инсектима у сумрак у долини Ривијер Ни[161]

### Apodiformes
Чиопе и колибрији
- Бакрени бодљорепи колибри (Discosura letitiae) (Боливија?)
Познато само по три трговачка примерка непознатог порекла. Можда још увек постоји[162]
- Брејсов смарагдни колибри (Riccordia bracei) (Њу Провиденс, Бахами, Антили, крај 19. век)[163]
- Гулдов смарагдни колибри (Riccordia elegans) (Јамајка или северни Бахами, Антили, крај 19. века)[164]
- Тиркизногрли гаћасти колибри (Eriocnemis godini) (Еквадор, 20. век?)
Званично класификована као крајње угрожена врста, могуће изумрла. Позната је само по шест примерака пре 1900. године, станиште где се налазила је уништено. Међутим, распрострањеност птице остаје нерешена[165]
- Миравалес колибри (Saucerottia alfaroana) (вулкан Миравалес, Костарика)
Могуће изумрла врста колибрија позната само из холотипа сакупљеног 1895. године на вулкану Миравалес у Костарики[166]

### Coraciformes
Водомари и пупавци
- Пупавац са острва Света Јелена (Upupa antaios) (Света Јелена, Јужни Атлантик, почетак 16. века)[167]
- Гуамски водомар (Todiramphus cinnamominus) (Гуам, Западни Пацифик, 1986)
Ова врста је изумрла у дивљини 1986. године када је 29 птица одведено за програм узгоја у заточеништву, који је још увек у току. Њен пад је узрокован предаторством уведених смеђих шумских змија (Boiga irregularis)[168]

### Piciformes
Детлићи
- Изумрле врсте постојећих родова
  - Colaptes
    - Жуна са Бермуда (Colaptes oceanicus) (Бермуди, западни Атлантик, 17. век?)
Позната је само по фосилним костима пронађеним на Бермудима и датираним из касног плеистоцена и холоцена; међутим, извештај из 17. века који је написао истраживач капетан Џон Смит може се односити на ову врсту[169]

  - Campephilus
    - Мексичка жуна (Campephilus imperialis) (Мексико, крај 20. века)
Овај детлић дуг 60 центиметара званично је класификован као крајње угрожена врста, могуће изумрла.  Повремено се појављују непотврђени извештаји; најновији је био крајем 2005. године[170]
    - Белокљуна ћубаста жуна (Campephilus principalis) (југоисток Сједињених Држава и Куба, крај 20. века)
Номинована подврста, америчка белокљуна ћубаста жуна (Campephilus principalis principalis ), званично је класификована као крајње угрожена врста и неке власти је сматрају могуће изумрлом.
Кубанска белокљуна ћубаста жуна (Campephilus principalis bairdii) се генерално сматра изумрлим, али је остало неколико неистражених потенцијалних станишта[171]

### Campephilus
Птице грабљивице
- Гуадалупска каракара (Caracara lutosa) (Гвадалупе, источни Пацифик, 1900. година или 1903. година)[172]
- Ветрушка са острва Реинион (Falco duboisi) (Реинион, Маскаренска острва, око 1700. године)[173]

### Psittaciformes
Папагаји
- Strigopidae - кака папагаји
  - Изумрле врсте постојећих родова
    - Nestor
      - Кака папагај са острва Чатам (Nestor chathamensis) (Чатамска острва, Нови Зеланд, између 1500. и 1650. године)[174]
      - Кака папагај са острва Норфолк Nestor productusКака папагај са острва Норфолк (Nestor productus) (Острво Норфолк и острво Филип, Југозападни Пацифик, 1851?)[175]
- Psittacidae - папагаји
  - Плавочели пирура папагај из долине Сину (Pyrrhura picta subandina) (Колумбија, средина 20. века?)
Ова птица има веома ограничено распрострањеност и последњи пут је поуздано забележена 1949. године. Није пронађена током претрага 2004. и 2006. године и чини се да је изумрла; напори да се поново пронађе се настављају, али су отежани претњом оружаног сукоба. Највероватније изумрла врста плавочелог пирура папагаја (Pyrrhura picta)[176]
  - Папагај са острва Рајатеја (Cyanoramphus ulietanus) (Рајатеа, Друштвена острва, Јужни Пацифик, крај 18. века)[177]
  - Папагај са Тахитија (Cyanoramphus zealandicus) (Тахити, Друштвена острва, Јужни Пацифик, око 1850. године)[178]
  - Папагај са острва Лорд Хау (Cyanoramphus cookii subflavescens) (Острво Лорд Хау, југозападни Пацифик, око 1870. године)[179]
  - Папагај козица са острва Маквори (Cyanoramphus novaezelandiae erythrotis) (Острво Маквори, југозападни Пацифик, 1890. године)
Подврста папагаја козице (Cyanoramphus novaezelandiae), последњи пут забележен 1890. године и није пронађен истраживањима 1894. године[180]
  - Рајски папагај псефотус (Psephotellus pulcherrimus) (Област Рокхемптона, Аустралија, касне 1920. године)[181]
  - Океански папагај (Eclectus infectus)позната из субфосилних костију пронађених на Тонги, Вануатуу и могуће Фиџију, можда је преживела до 18. века или чак и дуже: птица која изгледа као мужјак папагаја Eclectus наведена је у извештају о тонганском острву Ваваʻу од стране експедиције Маласпина. Такође, тонганско име из 19. века ʻāʻā ("папагај") за „прелепу птицу која се налази само на острву Еуа" је потврђео под "kākā".[182] Чини се да се ово односи или на Eclectus infectus, који је у Тонги познат само из Вавауа и Еуе, или истребљене популације врсте крагнасти лори (Vini solitaria), што се такође тамо догодило. Могуће је, али мало вероватно, да је ова врста преживела на Еуи до 19. века[183]
  - Диадема лори са Нове Каледоније (Vini diadema) (Нова Каледонија, Меланезија, средина 20. века?)
Званично класификована као крајње угрожена врста, није било извештаја о овој врсти од средине 20. века. Међутим, мала је и неупадљива и вероватно је била превиђена[184]
  - Сејшелски александар Psittacula wardiСејшелски александар (Psittacula wardi) (Сејшели, Западни Индијски океан, 1883. године)[185]
  - Њутнов александар (Psittacula exsul) (Родригез, Маскаренска острва, око 1875. године)[186]
  - Сиви папагај са Маскаренких острва (Psittacula bensoni) (Маурицијус, вероватно Реинион као Psittacula cf. bensoni, око 1760. године) 
Раније познат као сиви папагај са Маурицијуса (Lophopsittacus bensoni). Познат је по скици капетана Вилема ван Вестзанена из 1602. године и по субфосилним костима које је описао Дејвид Томас Холиоак 1973. године. Могуће је да је преживео до средине 18. века[187]
  - Маскаренски ваза папагај (Mascarinus mascarinus) (Реинион и вероватно Маурицијус, Маскаренаска острва, 1834. године?)
Последња позната јединка била је птица у заточеништву која је била жива пре 1834. године[188]
  - Ширококљуни папагај (Lophopsittacus mauritianus) (Маурицијус, Маскаренска острва, 1680. године?)
Можда је преживео до краја 18. века[189]
  - Папагај са острва Родригез (Necropsittacus rodricanus) (Родригез, Маскаренска острва, касни 18. век)[190]
Врста Necropsittacus francicus је фиктивна врста, Necropsittacus borbonicus такође
  - Морскоплава ара (Anodorhynchus glaucus) (северна Аргентина, почетак 20. века)
Званично класификована као крајње угрожена врста због сталних гласина о дивљим птицама, али вероватно изумрла[191]
  - Кубанска ара (Ara tricolor) (Куба, касни 19. век)
Описан је низ сродних врста ара са Антила, али то није засновано на добрим доказима. Међутим, сада је познато да је у региону постојало неколико праисторијских облика[192]
  - Каролински папагај (Conuropsis carolinensis) (југоисточна Северна Америка, око 1930. године?)
Иако се датум смрти последње птице у заточеништву у зоолошком врту у Синсинатију, 1918. година, генерално наводи као датум изумирања ове врсте, постоје убедљиви извештаји о неким дивљим популацијама које су опстале до каснијег периода. Две подврсте, Conuropsis carolinensis carolinensis (каролински папагај источно и јужно од Апалачких планина - изумрли су 1918. или око 1930. године) and Conuropsis carolinensis ludoviciana (луизијански папагај западно од Апалачких планина – изумрла око 1912. године)[193]
  - Гвадалупска аратинга (Psittacara labati) (Гвадалупе, Антили, крај 18. века)
Познато само из описа; раније постојање ове птице је вероватно и из биогеографских разлога и зато што се детаљи о њој, како је описано, не могу приписати ниједној познатој врсти[194]
  - Порториканска аратинга (Psittacara maugei) (Острво Мона и могуће Порторико, Антили, 1890. година)
Раније се сматрала слабо диференцираном подврстом још увек постојеће хаићанске аратинге (Psittacara chloropterus)[195]
  - Амазонац са Мартиника (Amazona martinica) (Мартиник Антили, средина 18. века)[196]
  - Гвадалупски амазонац (Amazona violacea) (Гвадалупе, Антили, средина 18. века)[197]
Ове две изумрла амазонца су првобитно описане на основу описа путника. Њихово постојање је и даље контроверзно

### Passeriformes
Птице певачице
Acanthisittidae - Новозеландски царићи
- Царић са Стивенсовог острва (Traversia lyalli) (Нови Зеланд, 1895. година?)
Врста која није летела, а за коју се (али погрешно) тврдило да је изумрла због предаторства мачке чувара светионика по имену „Tibbles“[198]
- Новозеландски царић жбуњар (Xenicus longipes) (Нови Зеланд, 1972. година)
Три подврсте, Xenicus longipes stokesi (Северно острво, изумрла 1955. године); номинована подврста Xenicus longipes longipes (Јужно острво, изумрла 1968. године) и Xenicus longipes variabilis (острво Стјуарт, изумрла 1972. године)[199]

Tyrannidae - мухарице тиранке
- Мухарица са острва Сан Кристобал (Pyrocephalus dubius) (острво Сан Кристобал, острва Галапагос, крај 20. века)
Дејвид Вилијам Стедман ју је 1980-их година описао као изузетно ретку и није пронађена упркос шестомесечном истраживању 1998. године[200][201]

Furnariidae - пећарке
- Скривена крошњарка (Cichlocolaptes mazarbarnetti) (источни Бразил, 2007)[202]
- Алагоашка крошњарка (Philydor novaesi) (источни Бразил, 2011. године)[203]

Mohoidae - Хавајски медоједи. Породица основана 2008. године, претходно у породици Meliphagidae
- Киоеја (Chaetoptila angustipluma) (Велико острво, Хавајска острва, 1860. године)[204]
- Хавајски медојед са острва Оаху Moho apicalis Хавајски медојед са острва Хаваји (Moho nobilis) (Велико острво, Хавајска острва, 1930. година)[205]
- Хавајски медојед са острва Оаху (Moho apicalis) (Оаху, Хавајска острва, средина 19. века)[206]
- Бишопов хавајски медојед (Moho bishopi) (Молокаи и вероватно Мауи, Хавајска острва, око 1910. године или 1980. године)[207]
- Хавајски медојед са острва Кауаи (Moho braccatus) (Кауаи, Хавајска острва, 1987. године)[208]

Meliphagidae - медоједи
- Чатамски медојед звонар (Anthornis melanocephala) (Чатамска острва, југозападни Пацифик, око 1910. године)
Понекад се сматра подврстом медоједа звонара (Anthornis melanura). Непотврђени записи постоје од почетка до средине 1950. године[209]
- Идентитет врсте „Strigiceps leucopogon“ коју је описао Лесон 1840. године није јасан. Осим холотипа за који се наводно каже да потиче из „ Нове Холандије “, други примерак са „ Хималаја “ је можда постојао или још увек постоји. Лесон га је оквирно повезао са Meliphagidae, а Ротшилд се осећао подсећајући на киоеја[52]

Acanthizidae - геригоне
- Геригона са острва Лорд Хау (Gerygone insularis) (острво Лорд Хау, југозападни Пацифик, око 1930. године)[210]

Pachycephalidae – звиждачи, сврачколики дроздови, питохуи
- Звиздач са острва Мангарева (Pachycephala gambierana) (острво Мангарева, Острва Гамбје, Јужни Пацифик, крај 19. века?)
Мистериозна птица чији примерци данас не постоје. Првобитно је описана као сврaчак, затим класификована као Eopsalteria и заправо је можда Acrocephalus грмуша[211]

Monarchidae - монарх мухарице
- Монарх мухарица са острва Маупити (Pomarea maupitiensis) (Маупити, Друштвена острва, Јужни Пацифик, средина 19. века)[212]
- Монарх мухарица са острва Еиао (Pomarea fluxa) (Еиао, Маркиска Острва, касне 1970. године)
Раније сматран подврстом врсте монарх мухарица са острва Уа Хука (Pomarea iphis)[213]
- Монарх мухарица са острва Нуку Хива (Pomarea nukuhivae) (Нуку Хива, Маркиска Острва, средина до крај 20. века)
Раније сматран подврстом врсте монарх мухарица са острва Хива Оа и Тахуата (Pomarea mendozae)[214]
- Монарх мухарица са острва Уа Поу (Pomarea mira) (Уа Поу, Маркиска Острва, 1986. година)
Такође раније сматрана подврстом врсте монарх мухарица са острва Хива Оа и Тахуата (Pomarea mendozae), ово је била посебна врста која је најближе повезана са том птицом и са врстом монарх мухарица са острва Фату Хива (Pomarea whitneyi)[215]
- Мухарица са острва Гуам (Myiagra freycineti) (Гуам и Маријанска острва, Западни Пацифик, 1983. године)
Могуће подврста океанске мухарице (Myiagra oceanica)[216]

Oriolidae - вуге Старог света
- Пјопјо са Северног острва (Turnagra tanagra) (Северно острво, Нови Зеланд, 1970. године?)
Није поуздано забележено од око 1900. године[217]
- Пјопјо са Јужног острва (Turnagra capensis) (Јужно острво, Нови Зеланд, 1960. године?)
Две подврсте, Turnagra capensis minor са острва Стивенс (изумрла 1897. године) и номинована подврста Turnagra capensis capensis са копна Јужног острва (последњи примерак узет 1902, последњи непотврђени запис 1963. године)[218]

Corvidae – вране, гаврани, сојке и свраке
- Хавајска врана (Corvus hawaiiensis) (Велико острво, Хавајска острва, 2002. године)
Ова врста је изумрла у дивљини, али се узгаја у заточеништву[219]

Callaeidae - седларке
- Хуја (Heteralocha acutirostris) (Северно острво, Нови Зеланд, почетак 20. века)
- Кокако са Јужног острва (Callaeas cinereus) (Јужно острво, Нови Зеланд, 1960. године?)
Ова врста се обично сматра изумрлом, јер није поуздано забележена од 1967. године. Међутим, недавни извештаји из Фјордленда указују на то да можда још увек постоји[220]

Hirundinidae - ласте
- Белоока речна ласта (Pseudochelidon sirintarae) (Тајланд, крај 1980. године?)
Званично класификована као крајње угрожена врста, ова енигматична врста је позната само код птица селица, а последњи пут је виђена 1986. године на свом некадашњем гнездилишту. Недавни непотврђени извештаји указују на то да можда још увек постоји у Камбоџи[221]
- Ласта са Црвеног мора Petrochelidon perdita (подручје Црвеног мора, крај 20. века?)
Позната по једном примерку пронађеном 1984. године; ова енигматична ласта можда још увек постоји, али недостатак новијих записа је загонетан. Алтернативно се сврстава и у род Hirundo[222]

Acrocephalidae - трстењаци
- Гумаски трстењак (Acrocephalus luscinius) (Гуам, Западни Пацифик, око 1970. године)
- Трстењак са острва Паган (Acrocephalus yamashinae) (Паганска острва, Маријанска острва, Западни Пацифик, 1970. године)
Раније се сматрао подврстом врсте гумаски трстењак (Acrocephalus luscinius)[223]
- Трстењак са острва Агихан (Acrocephalus nijoi) (Агихан, Маријанска острва, Западни Пацифик, око 1997. године)
Такође се раније сматрао подврстом врсте гумаски трстењак (Acrocephalus luscinius)[224]
- Трстењак са острва Мангарева (Acrocephalus astrolabii) (Маријанска острва?, Западни Пацифик, средина 19. века?)
Познат само по два примерка пронађена на острву Мангарева[225]
- Трстењак са Друштвених острва Acrocephalus musae (Раиатеа и Хуахине, Друштвена острва, Јужни Пацифик, 19. век?)
Две подврсте, Acrocephalus musae garretti из Хуахине и Acrocephalus musae musae из Раиатее. Раније се сматрао подврстом врсте трстењак са Тахитија (Acrocephalus caffer)[226]
- Трстењак са острва Муреа (Acrocephalus longirostris) (Муреа, Друштвена острва, Јужни Пацифик, 1980. године?)
Последње поуздано виђење ове птице било је 1981. године. Истраживање спроведено 1986/1987. године није успело да је пронађе. Фотографија врсте трстењак са острва Муреа (Acrocephalus longirostris) 1998. или 1999. године коју је направио Филип Баше остаје неизвесна, као и извештаји из 2003. и 2010. године. Такође је раније сматрана подврстом Раније се сматрао подврстом врсте трстењак са Тахитија (Acrocephalus caffer)[227]

Muscicapidae – Мухарице Старог света
- Рикова плава мухарица (Cyornis ruckii) (Малезија или Индокина, 20. век?)
Загонетна врста позната само на основу два или четири могуће мигрантска примерка, последњи пут забележена 1918. године. Можда још увек постоји у североисточној Индокини. Могуће је да је подврста врсте хајнанска плава мухарица (Cyornis hainanus)[228]

Locustellidae - цврчићи
- Чатамски папратни цврчић (Poodytes rufescens) (Чатамска острва, југозападни Пацифик, око 1900. године)
Често се сврстава у род Megalurus, али то се заснива на непотпуном прегледу доказа[229]

Cisticolidae - шивачице
- Шивачица са реке Тане (Cisticola restrictus ) (Кенија, Африка, 1970. године?)
Мистериозна врста пронађена у сливу реке Тана у малом броју у различитим датумима, али није виђена од 1972. године. Вероватно је неважећа; ако јесте, може бити заснована на абнормалним или хибридним примерцима. Непотврђено виђење је очигледно пријављено 2007. године у делти реке Тана[230]

Zosteropidae - белооке Вероватно припадају групи Timaliidae.
- Маријанска белоока (Zosterops semiflavus) (Маријанска острва, Сејшели, крај 19. века)[231]
- Робустна белоока (Zosterops strenuus) (острво Лорд Хау, југозападни Пацифик, око 1918. године)[232]
- Белогруда белоока (Zosterops albogularis) (острво Норфок, југозападни Пацифик, између 2006. и 2010. године)[233]

Pycnonotidae – булбули
- Булбул са острва Родригез (Hypsipetes cowlesi) (Родригез, Маскаренска острва, датум изумирања непознат, могуће је да је то био 17. или 18. век)
Познато само из субфосилних костију[234]

Sylvioidea
- Алдабранска несилас грмуша (Nesillas aldabrana) (Алдабра, Индијски океан, 1984. године)[235]
- Родригес „брбљивац“ (Timaliinae gen. et sp. nov. 'Rodrigues') (Родригез, Маскаренска острва, 17. век?)
Познат само из субфосилних костију. Привремено сврстан у породицу Timaliidae, али је његово место у овој породици веома сумњиво[236]

Sturnidae - чворци
- Чворак са острва Косрај Aplonis corvina (Кошај, Каролинска острва, западни Пацифик, средина 19. века)[237]
- Чворак са острва Мауке (Aplonis mavornata) (Мауке, Кукова острва, средина 19. века)[238]
- Чворак са острва Норфолк (Aplonis fusca) (острво Норфок и острво Лорд Хау, југозападни Пацифик, око 1923. године)
Две подврсте, номинована подврста чворак са острва Норфолк (Aplonis fusca fusca) (изумро око 1923. године) и чворак са острва Лорд Хау (Aplonis fusca hulliana) (изумро око 1919. године)[239]
- Понпејски чворак (Aplonis pelzelni) (Понпеј, Микронезија, око 2000. године)
Само један поуздан запис од 1956. године, из 1995. године, оставља опстанак врсте озбиљно под знаком питања[240]
- Чворак са острва Рајатеја (Aplonis ulietensis) (Рајатеја, Друштвена острва, Јужни Пацифик, између 1774. и 1850. године)
Раније назван Turdus ulietensis; мистериозна птица из Рајатеје, сада позната само са једне слике и неких описа (сада изгубљеног) примерка. Њен таксономски положај је стога тренутно нерешив, иако се, из биогеографских разлога и због сачуваног описа, сугерише да је био медојед?. Међутим, открићем фосила праисторијског изумрле врсте чворак са острва Хуахин ( Aplonis diluvialis ) на суседном Хуахину, чини се вероватним да је и ова птица припадала овом роду[241]
- Мина са острва Реинион (Fregilupus varius) (Реинион, Маскаренска острва, 1850. године)
Оквирно додељено породици Sturnidae[242]
- Мина са острва Родригез (Necropsar rodericanus) (Родригез, Маскаренска острва, средина 18. века?)
Оквирно сврстана у породицу Sturnidae. Птица која је различито описивана као Necropsar leguati или Orphanopsar leguati и сматрана је идентичном са Necropsar rodericanus (који је сам познат само из субфосилних костију) утврђено је да потиче од погрешно идентификованог албино примерка врсте сиви крупнокљуни разнопојац (Cinclocerthia gutturalis)[243]

Turdidae - дроздови
- Сиви дрозд са острва Велики Кајман (Turdus ravidus) (Велики Кајман, Антили, касне 1940. године)[244]
- Бонински дрозд (Zoothera terrestris) (Чичиџима, Бонинска острва, 1830. године)[245]
- Камао дрозд Myadestes myadestinus  Камао дрозд (Myadestes myadestinus) (Кауаи, Хавајска острва, 1990. године)[246]
- Оломао дрозд (Myadestes lanaiensis) (Хавајска острва, 1980. године?)
Званично класификована као крајње угрожена врста јер могућа локација на Молокаи остаје неистражена. Три подврсте су познате са Оахуа амауи дрозд (Myadestes woahensis) изумрла 1850. године, Ланаи (номинантна подврста (Myadestes lanaiensis lanaiensis) изумрла почетком 1930. године и Молокаи (Myadestes lanaiensis rutha изумрла 1980. године?), а могуће је да постоји и четврта подврста са Мауиа (изумрла пре краја 19. века)[247]

Mimidae - птице ругалице
- Разнопојац са острва Козумел (Toxostoma guttatum) (Козумел, Антили, почетком прве деценије 21. века?)
Још увек није познато да ли је мала популација поново откривена 2004. године преживела урагане Емили и Вилма 2005. године. Такође је било непотврђених записа из априла 2006. и октобра и децембра 2007. године[248]

Estrildidae - астрилде
- Црноока астрилда (Estrilda nigriloris) (Демократска Република Конго, Африка, крај 20. века?)
Загонетна врста која није виђена од 1950. године; пошто се део њеног станишта налази у Националном парку Упемба, могуће је да још увек постоји[249]

Icteridae - косови Новог света
- Танкокљуни кукурузар (Quiscalus palustris) (Мексико, 1910)[250]

Parulidae - грмуше Новог света
- Бахманова цвркутарка Vermivora bachmanii Бахманова цвркутарка (Vermivora bachmanii) (јужни део Сједињених Држава, око 1990. године)
Званично класификован као крајње угрожена врста[251]
- Цвркутарка са острва Света Луција (Leucopeza semperi) (Света Луција, Антили, 1970. године?)
Званично класификована као крајње угрожена врста. Погодно станиште је и даље присутно, а у последњих 10 година постоје непотврђени записи[252]

Ploceidae - ткаље
- Фоди са острва Реунион (Foudia delloni) (Реинион, Маскаренска острва, 1672. године)
Раније познат као Foudia bruante; ово друго научно име може заправо бити варијанта боје врсте црвени фоди (Foudia madagascariensis)[253]

Cardinalidae - кардинали
- Таунсендов диксизел (Spiza townsendi)

Или хибрид, изумрла врста или варијанта диксизела
Fringillidae – праве зебе и хавајски медни пузићи
- Бонинска руменка (Carpodacus ferreorostris) (Чичиџима, Бонинска острва, 1830. године)[255]
- Оу хавајски медни пузић (Psittirostra psittacea) (Хавајска острва, око 2000. године)[256]
- Кона батокљун (Chloridops kona) (Велико острво, Хавајска острва, 1894. године)[257]
- Кукастокљунка са острва Ланаи (Dysmorodrepanis munroi) ( Ланаи, Хавајска острва, 1918. године)[258]
- Палила зимовка са острва Кауаи (Loxioides kikuichi) (Кауаи, Хавајска острва, почетак 18. века?)[259]
- Мала коа зеба (Rhodacanthis flaviceps) (Велико острво, Хавајска острва, 1891. године)[260]
- Велика коа зеба (Rhodacanthis palmeri) (Велико острво, Хавајска острва, 1896. године)[261]
- Велики амакихи, Viradonia sagittirostris (Велико острво, Хавајска острва, 1901. године)
- Нукупуу са острва Мауи (Hemignathus affinis) (Мауи, Хавајска острва, 1990. године)[262]
- Нукупуу са острва Кауаи (Hemignathus hanapepe) (Кауаи, Хавајска острва, касне 1990. године)[263]
- Нукупуу са острва Оаху (Hemignathus lucidus) (Оаху, Хавајска острва, крај 19. века)[264]
- Мала акиалоа (Akialoa obscura) (Велико острво, Хавајска острва, 1940. године)[265]
- Мауи-нуи акиалоа Акиалоа ланаиенсис (Ланаи, праисторијски, вероватно Мауи, Хавајска острва 1892. године)[266]
- Акиалоа са острва Оаху (Akialoa ellisiana) (Оаху, Хавајска острва, почетак 20. века)[267]
- Акиалоа са острва Кауаи (Akialoa stejnegeri) (Кауаи, Хавајска острва, 1969. године)[268]
- Какавахије Paroreomyza flammea Какавахије (Paroreomyza flammea) (Молокаи, Хавајска острва, 1963. године)[269]
- Алауахио са острва Оаху (Paroreomyza maculata) (Оаху, Хавајска острва, ране 1990. године)
Званично класификована као крајње угрожена врста. Последњи поуздан запис о овој птици датира из 1985. године, а непотврђено виђење је из 1990. године[270]
- Акепа са острва Мауи (Loxops ochraceus) (Мауи, Хавајска острва, 1988. године)[271]
- Акепа са острва Оаху (Loxops wolstenholmei) (Оаху, Хавајска острва, 1900. године)[272]
- Сива хавајска зебица (Ciridops anna) (Велико острво, Хавајска острва, 1892. године или 1937.. године)[273]
- Црни мамо (Drepanis funerea) (Молокаи, Хавајска острва, 1907. године)[274]
- Мамо са острва Хаваји Drepanis pacifica Мамо са острва Хаваји (Drepanis pacifica) (Велико острво, Хавајска острва, 1898. године)[275]
- Лајсански медни пузић (Himatione fraithii) (Лаисан, Хавајска острва, 1923. године)[276]
- Поо-ули (Melamprosops phaeosoma) (Мауи, Хавајска острва, 2004. године)[277]

Thraupidae - тангаре
- Капуљачаста попић зеба (Sporophila melanops) (Бразил, 20. век?)
Званично класификован као крајње угрожена врста. Познат је само по једном мужјаку сакупљеном 1823. године и различито је сматран или аберантним примерком врсте црнокапа попић зеба (Sporophila nigricollis) или хибридом[278]

Passerellidae - врапци Новог света
- Бермудски пипило (Pipilo naufragus) (Бермуди, западни Атлантик, 17. век?)
Познат по субфосилним костима и могуће из путописног извештаја Вилијама Стрејчија из 1610. године[279]

## Могуће изумрла подврста птице или статус непознат
Изумирање подврста је тема која у великој мери зависи од нагађања. Национални и међународни пројекти заштите природе и истраживачке публикације, попут црвених листа, обично се фокусирају на врсте у целини. Поуздане информације о статусу рањивих, угрожених или критично угрожених подврста обично се морају прикупљати по деловима из објављених запажања, као што су регионалне контролне листе. Стога, следећи списак садржи висок удео таксона птица које можда још увек постоје, али су овде наведене због било ког од ова три фактора, или било које комбинације ова три фактора: одсуство скорашњих записа, позната претња као што је уништавање станишта или примећено смањење популације.

### Struthioniformes
Ратити
- Struthio - нојеви
  - Арабијски ној (Struthio camelus syriacus) (Арабија, 1966. године)

Последњи запис ове подврсте обичног ноја је птица пронађена мртва у Јордану 1966. године[280]

### Apterygiformes
- Мали пегави киви са Северног острва (Apteryx owenii iredalei) (Северно острво, Нови Зеланд, крај 19. века)
Сумњиво различита подврста врсте мали пегави киви (Apteryx owenii)[281]

### Casuariiformes
- Dromaius - ему
  - Ему са острва Кинг (Dromaius novaehollandiae minor) (Острво Кинг, Аустралија, 1822. године)
Острвска патуљаста подврста врсте ему (Dromaius novaehollandiae); изумрла у дивљини око. 1805. године, последњи примерак у заточеништву је угинуо 1822. године у Ботаничкој башти у Паризу[282]
  - Ему са острва Кенгур (Dromaius novaehollandiae baudinianus) (Острво Кенгур, Аустралија, 1827)
Још једна острвска патуљаста подврста емуа; изумрла од око 1827. године[283]
  - Ему са острва Тасманија (Dromaius novaehollandiae diemenensis) (Тасманија, Аустралија, средина 19. века)
Још једна острвска патуљаста подврста емуа; последња дивља птица је сакупљена 1845. године, али је могуће да је преживела у заточеништву до 1884. године. Могуће је да је неважећа[284]

### Anseriformes
Патке, гуске и лабудови
- Мала канадска гуска са Командорских острва (Branta hutchinsii asiatica) (Командорска острва и Курилска острва, Северни Пацифик, око 1914. године или 1929. године)
Раније призната подврста мале канадске гуске, раније названа Берингова канадска гуска (Branta canadensis asiatica) која се није разликовала од сличне и још увек постојеће мале канадске гуске са Алеутских острва (Branta hutchinsii leucopareia) и сада се сматра неважећом[285]
- Сундска крџа острва Ренел (Anas gibberifrons remissa) (острво Ренел, Соломонова Острва, око 1959. године)
Сумњиво различита подврста врсте сундска крџа (Anas gibberifrons) која је нестала због предаторства пачића од стране уведене врсте рибе мозамбијска тилапија (Oreochromis mossambicus)[286]
- Колумбијски жутокљуни шиљкан (Anas georgica niceforoi) (Колумбија, 1950. године)
Подврста врсте жутокљуни шиљкан (Anas georgica) која није забележена од 1950. године[287]
- Колумбијска циметаста крџа (Spatula cyanoptera borreroi) (Колумбија, средина 20. века?)
Подврста врсте циметаста крџа (Spatula cyanoptera) познат само из ограниченог подручја Западних Кордиљира у Колумбији, са неколико записа из Еквадора. Откривен је 1946. године и сматра се да је изумро до 1956. године[288]
- Куесова чегртуша (Mareca strepera couesi) (Тераина, Кирибати, око 1900. године)
Ова острвска подврста чегртуше (Mareca strepera) је откривена и названа 1874. године након што су две птице одстрељене и од тада није забележена, а ниједну није пронашла експедиција из Музеја Бишоп у Хонолулуу 1924. године[289]

### Galliformes
Препелице
- Турски црни франколин (Francolinus francolinus billypayni) (јужна Турска, могуће Либан, 1960. година)
Сумњиво различита подврста црног франколина[290]
- Сицилијански црни франколин (Francolinus francolinus ssp. (Сицилија, Медитеран, око 1869)
Још једна сумњиво различита подврста црног франколина.
- Кокошка врес, Tympanuchus cupido cupido, (Нова Енглеска, Северна Америка, 1932)
Подврста веће преријске кокошке или могуће засебна врста.
- Оштрорепи тетреб из Новог Мексика, Tympanuchus phasianellus hueyi (Нови Мексико, Северна Америка, 1950-те)
Подврста оштрорепог тетреба последњи пут забележена у округу Колфакс 1952. године.
- Марокански заморчић са кацигом, Нумида мелеагрис сабии (Мароко, средина до крај 20. века?)
Подврста шлемичасте бисерке . Наводно још увек држана у заточеништву у Мароку крајем 1990-их. Могуће је изумрла у дивљини до 1950. године; три записа из 1970-их могу се односити на хибриде дивљих и домаћих животиња.

### Charadriiformes
Обалне птице, галебови и њоре
Scolopacidae – пешчари
- Киритимати сандпипер, Проособониа цанцеллата цанцеллата (Киритимати, Кирабати, 19. век?)
Сумњиво различита номинована подврста туамотуског брежуљка ; понекад се сматра посебном врстом, али је позната само са једне слике.

Turnicidae – препелице
- Тавитави обична препелица, Турник силватицус сулуенсис (Тавитави, архипелаг Сулу, Филипини, средина 20. века?)
Подврста препелице дугмасте ; није забележена од 1950-их, али је спроведено мало истраживања и могуће је да још увек постоји.

### Gruiformes
Шине и савезници –  вероватно парафилетски
- Голдманова жута шина, Coturnicops noveboracensis goldmani (Мексико, крај 20. века?)
Подврста жуте шине која није забележена од 1964. године и од тада је изгубила велики део свог мочварног станишта.
- Маквори шина, Hypotaenidia philippensis macquariensis (Маквори острва, Југозападни Пацифик, 1880-те)
Подврста шине са жућкастим тракама .
- Тракаста шина острва Раул, Hypotaenidia philippensis ssp. (Раул, острва Кермадек, југозападни Пацифик, крај 19. века?)
Извештаји о ранијем појављивању врсте на Раулу делују довољно вероватно, али се могу односити на лутајуће јединке друге подврсте жутобраде.
- Перуанска шина, Rallus semiplumbeus peruvianus (Перу, 20. век?)
Подврста боготске шине која је позната по једном примерку сакупљеном 1880-их. Можда још увек постоји.
- Западна Левинова шина, Lewinia pectoralis clelandi (југозападна Аустралија, крај 1930-их?)
Подврста Левинове шине која није забележена од 1932. године упркос вишеструким истраживањима крајем 20. века.
- Белогрли шљунчић Успења, Dryolimnas cuvieri abbotti (Успење, Астоу и Космоледо, Алдабра, почетак 20. века)
Подврста белогрле шипке .
- Јамајчанска дрвена ограда, Amaurolimnas concolor concolor (Јамајка, Антили, крај 19. века)
Номинована подврста прдавца је брзо опадала и изумрла након увођења малог индијског мунгоса ( Urva auropunctata ) на Јамајку 1872. године.
- Неоштећена шина, Gymnocrex plumbeiventris intactus (Меланезија, 20. век?)
Сумњиво различита подврста голеоке шине позната по једном примерку, око средине 19. века, било са Соломонових Острва или Нове Ирске. Могуће је да још увек постоји.
- Борнеан Бајонов крек, Запорниа пусилла мира (Борнео, 20. век?)
Подврста Бајоновог прдовца позната по једном примерку из 1912. године и није пронађена од тада; могуће је да је изумрла, али је врсту тешко пронаћи.
- Мароканска дропља, Ardeotis arabs lynesi (Мароко, крај 20. века?)
Подврста арапске дропље . Последњи пут примећена 1993. године у језеру Мерзуга / језеру Тамезгуидат.
- Лузонски ждрал сарус, Antigone antigone luzonica (Лузон, Филипини, крај 1960-их)
Подврста ждрала сарус коју не прихватају увек сви ауторитети као валидну, вероватно зато што постојећи примерци нису темељно проучени откако је први пут описана.

### Pelecaniformes
Чапље и сродне птице –  могуће парафилетски
- Ardeidae – чапље, беле чапље и бујачи
  - Бонин нанкеен ноћна чапља, Ництицорак цаледоницус црассирострис (Накоудо-јима и Цхицхи-јима, острва Огасавара, в. 1890)
Подврста нанкинске ноћне чапље .

### Columbiformes
Голубови, голубови и додои
- Мадерски шумски голуб, Columba palumbus maderensis (Мадера, источни Атлантик, почетак 20. века)
Подврста обичног шумског голуба .
- Лорд Хауов голуб, Columba vitiensis godmanae (Острво Лорд Хау, Југозападни Пацифик, 1853)
Ова подврста металног голуба је последњи пут забележена 1853. године и готово сигурно је изумрла до 1869. године.
- Тонгански метални голуб, Columba vitiensis ssp. (Вава ʻ, Тонга, крај 18. века?)
Ова подврста металног голуба позната је само из фусноте у делу „Општа историја птица “ Џона Латама и чини се да је изумрла неко време пре 1800. године; могуће је, међутим, да је локација погрешна и да се фуснота заправо односи на још увек постојећу популацију на Фиџију.
- Ружичасти голуб Реунион, Несоенас маиери дубоиси (Реунион, Маскаренска острва, в. 1700)
Подврста ружичастог голуба, раније у Стрептопелији . Изгледа да је на Реиниону постојала бар још једна врста голуба (вероватно врста плавог голуба ), али кости још нису пронађене. Изумрла је у исто време када и ова подврста.
- Амиранте грлица, Несоенас пицтуратус алдабрана (Амиранте острва, Сејшели, крај 20. века)
Ова подврста мадагаскарске грлице преживела је најмање до 1974. године, након чега је хибридизована укрштањем са уведеном номинованом подврстом ( N. p. picturatus ).
- Цатандуанес крвареће срце, Галлицолумба лузоница рубивентрис (Катандуанес, Филипини, крај 20. века?)
Подврста лузонске крвареће срцепознате на основу једног примерка сакупљеног 1971. године. Недавно је било извештаја о овој птици и, с обзиром на то да је велики део њеног шумског станишта још увек задржан, вероватно је да још увек постоји.
- Басилан крварећи срце, Галлицолумба цринигера бартлетти (Базилан, Филипини, средина 20. века?)
Подврста минданаоске крвареће срце последњи пут је забележена 1925. године и, с обзиром на масовно уништавање станишта, вероватно је изумрла.
- Приземна голубица Велла Лавелла, Пампусана јобиенсис цхалцонота (Велла Лавелла, Макира и Гвадалканал, Соломонова острва, крај 20. века?)
Подврста белогрлог копненог голуба или могуће посебна врста. Позната је само из четири примерка; нема скорашњих записа, а староседеоци извештавају да је нестала.
- Белоглави полинезијски голуб, Pampusana erythroptera albicollis (Централна острва Туамоту, 20. век?)
Ова подврста полинезијског копненог голуба, често називана P. e. pectoralis, изумрла је на неодређени датум, али је могуће да и даље постоји на неким неистраженим атолима. Идентитет северне популације Туамотуа, која је такође могуће да и даље постоји, до данас није утврђен.
- Ебонски голуб са гримизном круном, Ptilinopus porphyraceus marshallianus (Ебон?, Маршалска Острва, крај 19. века?)
Подврста голуба са гримизном круном, сумњиве валидности, позната по једном примерку сакупљеном 1859. године; није сигурно да ли се ова птица заиста појавила на Ебону. Све што се може рећи јесте да се ова подврста више нигде не налази.
- Мауке голуб са круном од јоргована, Ptilinopus rarotongensis "byronensis" (Мауке, Кукова Острва, средина или крај 19. века)
Подврста голуба са јоргованом круном позната само из описа сада изгубљеног примерка. Праисторијски изумрла популација на Мангаји вероватно припада и другој посебној подврсти.
- Уочени царски голуб, Дуцула царола нигрорум (Негрос и вероватно Сикијор, крај 20. века?)
Подврста пегавог царског голуба која није забележена од 1950-их.
- Норфолшки голуб, Hemiphaga novaeseelandiae spadicea (острво Норфок, југозападни Пацифик, почетак 20. века)
Подврста кереруа или новозеландског голуба која није забележена од 1900. године. Сличне птице су пријављене са острва Лорд Хау; чини се да представљају другу изумрлу подврсту, али до данас нису описане.
- Острво Раул кереру, Хемипхага новаесееландиае ссп. нов. (Раул, острва Кермадек, 19. век)
Још једна неописана подврста кереруа или новозеландског голуба или могуће посебна врста; позната по костима и кратком извештају. [291]

### Cuculiformes
Кукавице
- Велика гребенаста куа, Coua cristata maxima (југоисточни Мадагаскар, крај 20. века?)
Подврста гребенасте куе, позната само по једном примерку снимљеном 1950. године. Можда је хибрид, али ако није, вероватно је изумрла.
- Кукал са острва Асампшн, Centropus toulou assumptionis (Острво Асампшн, Сејшели, почетак 20. века)
Подврста мадагаскарског кукала последњи пут забележена 1906. године. Понекад се сматра синонимом за алдабрску подврсту ( C. t. insularis ) која је од тада поново колонизовала острво Асампшн.
- Жлебокљуна ани из Кабо Сан Лукаса, Crotophaga sulcirostris pallidula (Мексико, око... 1940)
Слабо диференцирана и вероватно неважећа подврста жлебокљуне ани .
- Приземна кукавица са руфоносним вентилом Бахиа, Неоморпхус геоффроии макимилиани (источни Бразил, средина 20. века?)
Подврста риђожуте шупље приземне кукавице .

### Strigiformes
Праве сове и кукувије
Strigidae – праве сове
- Сулу црвенкаста сова, Отус руфесценс бурбидгеи (Сулу, Филипини, средина 20. века)
Подврста црвенкасте сове позната само по једном сумњивом примерку. Могуће је да је неважећа.
- Сова са Девичанских Острва, Gymnasio nudipes newtoni (Девичанска Острва, Антили, 20. век?)
Подврста порториканске сове донекле сумњиве валидности, која се јављала на неколико Девичанских острва. Последњи поуздани записи су из 1860. године; постојао је низ непотврђених извештаја током 20. века, али није пронађена у темељним истраживањима 1995. године.
- Вилењак Соцорро, Мицратхене вхитнеии граисони (Соцорро, острва Ревиллагигедо, средина 20. века?)
Подврста вилењачке сове званично класификована као критично угрожена . Последњи примерак је снимљен 1932. године, али је очигледно и даље постојала велика популација 1958. године; није пронађена у каснијим претрагама и изгледа да је изумрла.
- Антигванска сова која се укопава, Athene cunicularia amaura (Антигва, Сент Китс и Невис, Антили, око 1900)
Подврста сове јастреба, последњи пут сакупљене 1890. године и изумрле до 1903. године.
- Гваделупска сова која се укопава, Athene cunicularia guadeloupepensis (Гваделуп и Мари-Галант, Антили, око... 1890)
Још једна подврста сове која се укопава, изумрла је до 1890. године.
- Острво Лорд Хау, Ninox novaeseelandiae albaria (Острво Лорд Хау, Југозападни Пацифик, 1950-те)
Подврста аустралијског бубука последњи пут забележена 1950-их.
- Норфолк књига Норфолк букбук, Ninox novaeseelandiae undulata (острво Норфок, југозападни Пацифик, 1990-те)
Јединке номиниране подврсте аустралијске бубук сове уведене су у последњем покушају да се спасе локална популација сова. Сада постоји хибридна популација од неколико десетина птица; последња свакако посебна јединка N. n. undulata, женка по имену Мајамити, угинула је 1996. године, иако су јединке које су потекле од ње остале.

Tytonidae – кукувије
- Маскирана сова која се гнезди у пећинама, Tyto novaehollandiae troughtoni (равнина Нуларбор, Аустралија, 1960-те)
Сумњиво различита од номиниране подврсте аустралијске маскиране сове, али се разликовала у понашању.
- Буру маскирана сова, Тито сорорцула цаиелии (Буру, Индонезија, средина 20. века?)
Подврста молуканске маскиране сове последњи пут забележена 1921. године; идентитет сличне птице пронађене на Сераму тек треба да се утврди. Можда још увек постоји, јер је сова која одговара опису ове птице виђена у августу 2006. године.
- Пеленг маскирана сова, Tyto rosenbergii pelengensis (Пеленг, острва Бангаи, средина 20. века)
Подврста сулавесијске маскиране сове или посебна врста. Могуће је да још увек постоји, али једини познати примерак је снимљен 1938. године и од тада нема даљих записа.
- Самарска сова, Пходилус бадиус риверае (Самар, Филипини, средина 20. века)
Подврста оријенталне ловорезе или могуће засебна врста. Њена таксономија је сумњива, али једини познати примерак је изгубљен у бомбардовању 1945. године, тако да се његова валидност не може потврдити; данас на Самару не постоји популација.

### Apodiformes
Чиопе и колибрији
- Колибри са индиго капом Мираваллес, Сауцероттиа цианифронс алфароана (Костарика, Централна Америка, 20. век?)
Ова подврста колибрија са индиго капом позната је само на основу примерка сакупљеног у Костарики 1895. године. Вероватно је од тада изумрла.
- Алехандро Селкирк ватрена круна, Сепханоидес фернанденсис леиболди (острво Алехандро Селкирк, острва Хуан Фернандез, југоисточни Пацифик, 1908)
Подврста ватрене круне Хуана Фернандеза последњи пут забележена 1908. године.
- Лузонски Вајтхедов чиопс, Aerodramus whiteheadi whiteheadi (Лузон, Филипини, 20. век?)
Номинована подврста Вајтхедовог чиопс-а позната је само на основу четири примерка сакупљена на планини Дејта 1895. године. Због недостатка даљих записа и масовног уништавања станишта, обично се сматра изумрлом. Међутим, с обзиром на величину острва, могуће је да још увек постоји.

### Coraciformes
Водомари и сродне птице
- Сангихе патуљасти водомар, Цеик фаллак сангиренсис ( Сангихе, Индонезија, 1998?)
Ова подврста сулавеског патуљастог водомара последњи пут је виђена 1997. године, али не током темељног истраживања годину дана касније; или је близу изумирања или је већ изумрла. Понекад се каже да се јавља и на острвима Талауд, али то је погрешно.
- Мали водомар са Гвадалканала, Ceyx pusillus aolae (Гвадалканал, Соломонова Острва, ?)
Подврста малог водомара .
- Раротоншки водомар, Todiramphus cf. tutus (Раротонга, Кукова Острва, средина 1980-их?)
Постоје извештаји мештана да су водомари –  вероватно подврста брбљивог водомара ( Todiramphus tutus ) који се налази на суседним острвима, али могуће је да је одатле и луталица. –  су пронађени до око 1979. године, а последњи запис је из 1984. Тренутно није познато да ли на Раротонги постоје водомари.
- „ Рјуку водомар “, „ Тодирампхус циннамоминус мииакоенсис “ (Мииако-јима, острва Рјуку, крај 19. века)
Раније сматран посебном врстом, затим је рекласификован као подврста гуамског водомара . Научници су га видели само једном 1887. године; узети примерак је донекле оштећен, што отежава идентификацију било чим другим осим молекуларне анализе. Сада се сматра вероватним да је примерак потекао са Гуама, где је горе поменута врста била распрострањена, а не са Мијака, што би ову подврсту учинило неважећом (прогласио ју је неважећом Међународни орнитолошки конгрес 2022. године).
- Сакарски патуљасти водомар, Corythornis madagascariensis dilutus (југозападни Мадагаскар, крај 20. века?)
Ова подврста мадагаскарског патуљастог водомара позната је само по једном примерку снимљеном 1974. године у подручју где је већи део његовог станишта већ био уништен. Међутим, постоје записи о врсти (или неодређеној подврсти) из близини типичног локалитета, што сугерише да је вероватно да још увек постоји.
- Тикао кљун, Пенелопидес панини тицаенсис (Тикао, Филипини, 1970-те)
Подврста висајанског хорнбила донекле неизвесног таксономског статуса (могуће је била или посебна врста или морф боје); последњи потврђени извештај је из 1971. године и убрзо након тога је изумрла.

### Piciformes
Детлићи и сродне птице
- Западноиндијски детлић са Великог Бахама, Melanerpes superciliaris bahamensis (Велики Бахам, Бахами, 1950-те)
Подврста западноиндијског детлића донекле неизвесне валидности.
- Јавански детлић, Меиглиптес тристис тристис (Јава, Индонезија, в. 1920?)
Номинована подврста жућкастог детлића постала је ретка током 19. века због уништавања станишта. Последњи потврђени запис дат је 1880. године и сада се сматра барем веома ретком.
- Гвадалупски црвенокрилни треперак, Colaptes auratus rufipileus (острво Гвадалупе, источни Пацифик, око 2000. године). 1906)
Подврста северне мушице (раније сматрана подврстом црвенокриле мушице, као C. cafer rufipileus ), последњи пут је забележена 1906. године и није поново пронађена ни 1911. ни 1922. године. Можда је неважећи. Недавно су птице луталице копнене подврсте северне црвенокриле мушице (која је непозната) почеле поново да колонизују острво како се станиште побољшало након истребљења дивљих коза .
- Северни белоплаштни барбет, Capito hypoleucus hypoleucus (Колумбија, постојећа)
Номинована подврста белоплаштог барбета сматрана је изумрлом, али је недавно забележена.
- Ботеро белоплаштни барбет, Capito hypoleucus carrikeri (Колумбија, постојећа)
Још једна подврста белоплаштног барбета, коју неки извори такође сматрају изумрлом, али су истраживачи у Колумбији потврдили да постоји.
- Тодов јацамар, Брацхигалба лугубрис пхаеонота (Бразил, крај 20. века?)
Подврста смеђег јакамара, или могуће хибрид, варијанта боје или посебна врста. Можда још увек постоји, јер је позната само из удаљеног и ретко посећеног подручја.
- Себуски белотрби детлић, Dryocopus javensis cebuensis (Себу, Филипини, 20. век)
Подврста белотрбухог детлића позната само по три примерка сакупљена пре 1900. године.

### Accipitriformes
Птице грабљивице
- Зеленортски змај, Милвус ( милвус ) фасциикауда (Острва Зеленортских острва, источни Атлантик, 2000)
Сматра се или подврстом црвеног змаја, посебном врстом или хибридом између црвеног и црног змаја ( Milvus migrans ), валидност овог таксона је недавно доведена у питање на основу молекуларне анализе; међутим, хибридизација и збуњујућа молекуларна филогенија популација црвеног змаја, заједно са различитим фенотипом птица Зеленортских Острва, сугеришу да таксономски статус овог облика није ни близу решеног.
- Кар Никобарски јастреб, Accipiter butleri butleri (Кар Никобар, Никобарска острва, 20. век?)
Номинована подврста никобарског јастреба – врста која је тренутно класификована као рањива – је вероватно изумрла. Последњи пут је поуздано забележена 1901. године и, упркос претрагама, није виђена након непотврђеног записа 1977. године; међутим, врста је позната по томе што је веома стидљива и популација може опстати незабележена.

### Falconiformes
- Вулканска острва сив соко, Фалцо перегринус фуруитии (острва Огасавара, 1940-их)
Подврста сивог сокола са острва Огасавара . Ниједно виђење није пријављено од 1945. године. Истраживање из 1982. године није успело да га забележи. Познат је само са Иво Џиме и Торишиме .

### Psittaciformes
Папагаји
- Сангир црвено-плави лори, Еос хистрио хистрио (архипелаг Сангир, Индонезија, 1990-те?)
Номинована подврста црвено-плавог лорија је хибридизована до постојања укрштањем са побеглим јединкама из заточеништва друге још увек постојеће подврсте, Челенџеровог црвено-плавог лорија ( E. h. challengeri ), при чему су последње свакако различите јединке нестале 1990-их или чак много раније.
- Реунионски папагај, Пситтацула екуес екуес (Реунион, Маскаренска острва, средина 18. века)
Позната само са слике и описа; номинована подврста папагаја ехо, а друга је још увек постојећи маурицијусијски папагај ( P. e. echo ).
- Висећи папагај Сикуијор, Лорицулус пхилиппенсис сикуијоренсис (Сикуијор, Филипини, 20. век?)
Подврста филипинског висећег папагаја или коласисија; или је веома ретка или је већ изумрла.
- Сину папагај са смеђим грлом, Eupsittula pertinax griseipecta (Колумбија, средина или крај 20. века?)
Подврста папагаја смеђег грла позната из само два примерка сакупљена 1949. године, који су нејасног таксономског и очуварског статуса.
- Амазон са острва Кулебра, Amazona vittata gracilipes (острво Кулебра, Антили, почетак 20. века)
Слабо диференцирана подврста порториканског амазона, која је и сама по себи веома угрожена.

### Passeriformes
Птице које седе
Pittidae – пити
- Бугенвилска црнолика пита, Pitta anerythra pallida (Бугенвил, Соломонова Острва, средина 20. века?)
Подврста црнолике питте . Некада уобичајена на Бугенвилу; није забележена од 1938. године, али је вероватно да је превиђена.
- Цхоисеул црна питта, Питта анеритхра нигрифронс (Цхоисеул, Соломонова острва, крај 20. века?)
Још једна подврста црнолике питте. Није пронађена током скорашњих претрага; сумњиви записи са оближњих острва, али је вероватно да је и она превиђена.

Tyrannidae – тиранске мухоловке
- Боготски брадати тачури, Polystictus pectoralis bogotensis (централна Колумбија, 20. век)
Подврста брадатог тачурија или могуће посебна врста која није забележена неко време и сада је изумрла.
- Гренаданска Ојлерова мухарка, Lathrotriccus euleri flaviventris (Гренада, Антили, 1950-те?)
Подврста Ојлерове мухарке, раније познате као Empidonax euleri johnstoni . Није забележена од 1950-их.

Furnariidae – пећнице
- Перуанска љускаста грла, Упуцертхиа думетариа перуана (Перу, 20. век?)
Подврста крљушногрлог пузавца ; познат је само на основу два примерка снимљена почетком 1950-их у Пуну, у Перуу, и од тада није виђен нити пронађен. Могуће је да још увек постоји, јер не постоји очигледан разлог зашто би требало да изумре.
- Северна пругасто-крунисана бодљерепа, Cranioleuca pyrrhophia rufipennis (северна Боливија, 20. век?)
Подврста пругастог бодљерепа позната само из неколико примерака и није забележена од 1950-их; могуће је да је угрожена или изумрла.

Formicariidae – мравињаци и мравињаци
- Северна џиновска антпита, Grallaria gigantea lehmanni (Колумбија, 20. век?)
Подврста џиновске антпите (или могуће велике антпите, у ком случају би то била G. excelsa lehmanni ) очигледно није забележена од 1940-их. Можда још увек постоји у Националном природном парку Пурасе, где је преостало обилно станиште.
- Антиокуиа браон-банд антпитта, Граллариа миллери гилеси (Антиокуиа, Колумбија, 20. век?)
Подврста смеђе пругасте антпите недавно описана на основу примерка сакупљеног 1878. године. Од тада није забележена, упркос истраживањима на бројним вероватним локацијама.

Maluridae – Аустралазијски „вренси“
- Дебелокљуни шљун из планинског венца Макдонел, Amytornis modestus modestus (Северна територија, Аустралија, 1936)
Номинована подврста дебелокљуне травнате кугле . Последњи запис је легло јаја снимљено 1936. године.
- Намојски дебелокљуни шљун, Amytornis modestus inexpectatus (Нови Јужни Велс, Аустралија, 1886)
Још једна подврста дебелокљуне травнате жуте жуте последњи пут забележена 1886. године.
- Великорепа травна кукувица, Amytornis textilis macrourus (Западна Аустралија, 1910)
Подврста западног травњака последњи пут је сакупљена 1910. године и од тада је изумрла.

Пардалотиде – пардалоти, жбунасти зујци, трновити зујци и геригони
- Западна риђа чекињаста птица, Dasyornis broadbenti littoralis (Аустралија, средина 20. века)
Подврста риђокосе чекињасте птице која није забележена од 1940. године упркос бројним истраживањима спроведеним од тада, почев од 1970-их.
- Смеђи трновити китњак са острва Кинг, Acanthiza pusilla archibaldi (острво Кинг, Аустралија, вероватно постојећи)
Подврста смеђег трновитог љубимца која је забележена само око 10 пута од свог открића и коју неки ауторитети сматрају изумрлом. Последњи запис потиче из 2002. године, што сугерише да популација вероватно још увек постоји, али је веома ретка.

Petroicidae – Аустралазијски „црвожђари“
- Капуљача на острву Тиви, Меланодриас цуцуллата мелвилленсис (Острва Тиви, Аустралија, 1992.)
Подврста капуљасте црвендаћи последњи пут примећена 1992. године и није пронађена у исцрпним претрагама касније током 1990-их.

Cinclosomatidae – бич-птице и савезници
- Пегави препеличји дрозд са планине Лофти, Cinclosoma punctatum anachoreta (Аустралија, средина 1980-их?)
Подврста пегавог препеличјег дрозда последњи пут забележена 1983. године и није пронађена у истраживању следеће године.

Artamidae – шумске ласте, карвонги и савезници
- Западни пегасти цурравонг, Стрепера грацулина асхбии (Викторија, Аустралија, 1927)
Ова подврста шареног кароуонга је хибридизована и нестала укрштањем са другим подврстама, које су вероватно дошле у контакт са њом након уништавања станишта 1830-их. Последње сигурно различите јединке забележене су 1927. године.

Monarchidae – монарх мухарице
- Небески монарх Негроса, Hypothymis coelestis rabori (Негроси и могуће Сибујан, Филипини, крај 20. века?)
Подврста небеског монарха ; није неуобичајена на Негросу 1959. године, али није забележена од тада. Један примерак сибујанског динозавра са неодређеног локалитета узет у 19. веку је једини запис за ово острво.
- Хива Оа монарх, Помареа мендозае мендозае (Хива Оа и Тахуата, Маркиза, крај 20. века)
Номинована подврста монарха са Маркизких острва која је била веома ретка до 1974. године и није пронађена током вишеструких истраживања 1990-их.

Rhipiduridae – лепезасти репови
- Лорд Хауов лепезасти реп, Rhipidura fuliginosa cervina (острво Лорд Хау, југозападни Пацифик, око 1924)
Подврста новозеландског лепезастог репа која је сматрана практично изумрлом 1924. године, а није пронађена истраживањима четири године касније.
- Гуамска црвенкаста лепезаста риба, Rhipidura versicolor uraniae (Гуам и Маријанска острва, Западни Пацифик, 1984) [292]
Подврста микронезијске црвенкасте лепезасте птице ; упадљива птица која није забележена од 1984. године.

Campephagidae – кукавице и трилери
- Цебу трбушасти кукавичар, Цорацина стриата цебуенсис (Цебу, Филипини, почетак 20. века)
Подврста шиљастог кукавичјег срања која није забележена од њеног сакупљања 1906. године.
- Марос цицадабирд, Едолисома тенуиростре едитхае (Сулавеси, средина 20. века)
Подврста обичног цикада позната из једног примерка сакупљеног 1931. године; вероватно само лутајућа јединка.
- Себуска црнкаста кукавичка шкољка, Edolisoma coerulescens altera (Себу, Филипини, 20. век?)
Подврста црнкастог кукавичјег сира ; могуће је да још увек постоји, јер је ова птица прилично непогрешива, па је стога запис из 1999. вероватно валидан, иако истраживања од тада нису успела да је забележе.
- Мариндуке црнкасти кукавички срнац, Edolisoma coerulescens deschauenseei (Мариндуке, Филипини, крај 20. века?)
Још једна подврста црнкастог кукавичјег срања; описана на основу примерака сакупљених 1971. године, али очигледно није виђена од тада. Пошто је мало орнитолога посетило Мариндуке и шумске остатке на острву, вероватно је да још увек постоји.
- Норфолк дугорепи трилер, Лалаге леуцопига леуцопига (острво Норфолк, југозападни Пацифик, 1942)
Номинована подврста дугорепог трилера или могуће засебна врста.

Oriolidae – Старосветске ориоле и савезници
- Себуска тамногрла вуга, Oriolus xanthonotus assimilis (Себу, Филипини, 20. век?)
Подврста тамногрле вуге која није потврђена од 1906. године, иако је било непотврђених извештаја око 2001. године, што сугерише могућност да још увек постоји.

Corvidae – вране, гаврани, сојке и свраке
- Шарени гавран, Corvus corax varius morpha leucophaeus (Фарска Острва, Северни Атлантик, 1902)
Посебна локална варијација боје северноатлантског гаврана са белим црним ознакама и светлосмеђим кљуном, подврста обичног гаврана, која се налази само на Фарским Острвима и није виђена од 1902. године. Птице које тренутно живе на Фарским Острвима и на Исланду (једино друго подручје у распону ове подврсте) су потпуно црне и црнокљуне; ова још увек постојећа варијација боје назива се Corvus corax varius morpha typicus .

Regulidae – краљићи
- Гвадалупски краљић са рубинском круном, Corthylio calendula obscurus (острво Гвадалупе, источни Пацифик, 20. век)
Подврста краљића са рубинском круном која није забележена од 1953. године.

Hirundinidae – ласте и мартинс
- Јамајчанска златна ласта, Tachycineta euchrysea euchrysea (Јамајка, Западне Индије, око 1990?)
Номинована подврста златне ласте ; ендемска за Јамајку. Последње веће гнездо је уништено 1987. године, а последње потврђено виђење било је 1989. године. Могуће је да још увек постоји у области Кокпит Кантри .

Phylloscopidae – филоскопидне грмуше или лисне грмуше
- Источна канарска цикада, Phylloscopus canariensis exsul (Ланзароте и могуће Фуертевентура, Канарска острва, 20. век?)
Подврста канарске цифљаке ; вероватно је изумрла до 1986. године.

Cettiidae – цетиидне грмуше или типичне грмуше
- Бабар стубтаил, Уроспхена субулата адвена (Бабар, Индонезија, постоје)
Подврста тиморског патуљастог зујака која се сматра изумрлом, али је забележена као честа на Бабару 2009. и 2011. године.
- Западна Тарнерова еремомела, Еремомела турнери калиндеи (Басин Конга, Африка, крај 20. века?)
Западноафричка подврста Турнерове еремомеле није забележена од краја 1970-их, али постоји неистражено станиште у њеном ареалу где је вероватно да још увек постоји. Њено сврставање у породицу Cettiidae захтева потврду.

Acrocephalidae – акроцефалидне грмуше или мочварне грмуше, дрвене грмуше и трстене грмуше
- Трстењак са Маршалских Острва, Acrocephalus rehsei ssp.? (Маршалска Острва, Микронезија, око 1880?)
Усна традиција и неки рани извештаји помињу птицу звану анањ која је насељавала нека од Маршалских острва. Најбоље подударање је науруска трстењача ; анањ је можда био неописана подврста те врсте или посебна, али сродна врста трстењаче.
- Лајсанска млинарска птица Лаисан миллербирд, Ацроцепхалус фамилиарис фамилиарис (Лаисан, Хавајска острва, касне 1910-те)
Номинована подврста млинаре .

Pycnonotidae – булбули
- Суматрански булбул са плавим плетеним подручјем, Brachypodius nieuwenhuisii inexspectatus (Суматра, Индонезија, крај 20. века?)
Подврста плавог булбула позната само по једном примерку снимљеном 1937. године; међутим, цела ова „врста“ може заправо бити хибрид.

Cisticolidae – цистиколе и савезници
- Северни белокрили апалис, Apalis chariessa chariessa (Кенија, Африка, крај 20. века?)
Номинирана подврста белокрилог апалиса остаје позната само из реке Тана, центра ендемизма . Последњи пут је забележена 1961. године.

Sylviidae – силвијеве („праве“) грмуше и папагајске кљунове
- Вануа Леву дугонога голубара, Цинцлорампхус руфус цлунеи (Вануа Леву, Фиџи, крај 20. века?)
Подврста дугоноге шикаре ; пронађена је само једном, али је постојало непотврђено виђење 1990. године, што сугерише да можда још увек постоји. Њено место у породици Sylviidae је сумњиво.
- Фајумска печарка, Цурруца меланоцепхала / момус нориссае (Египат, Африка, 1939)
Сумњиво различита подврста сардинијске грмуше . Није забележена од 1939. године.

Zosteropidae – белооки. Вероватно припадају групи Timaliidae.
- Гуамска уздана белоока жута жута, Zosterops conspicillatus conspicillatus (Гуам и Маријанска острва, Западни Пацифик, 1983)
Номинована подврста уздане белооке жуте стрептике или могуће монотипска врста. Последњи пут је забележена 1983. године.
- Мукоџима белоока, Apalopteron familiare familiare (Група Мукоџима, острва Огасавара, 20. век?)
Номинована подврста бонинске белооке (раније познате као „бонинске медоеде“) није забележена од када је њен последњи примерак сакупљен 1930. године.

Timaliidae – Брбљивци Старог света
- Вандербилтова брбљивица, Malacocincla sepiaria vanderbilti (Суматра, Индонезија, крај 20. века?)
Загонетна подврста Хорсфилдовог брбљивца позната по једном примерку. Није виђена најкасније од 1940-их.
- Бурманска Џердонова брбљивица, Chrysomma altirostre altirostre (Мјанмар, 20. век?)
Номинована подврста Џердонове брбљивице последњи пут је потврђена 1941. године, али пошто је било мало теренских истраживања у њеном подручју и могуће виђење се догодило 1994. године, сматра се вероватним да још увек постоји.

"African warblers"
- Чепинов белообрви кромбек, Sylvietta leucophrys chapini (базен Конга, Африка, крај 20. века?)
Подврста белообрвог кромбека или могуће посебна врста. Ограничен на висораван Ленду; вероватно је редак, мада остаје неистражена шума где је вероватно да још увек постоји.

Sylvioidea incertae sedis
- Брадата трска језера Амик, Panurus biarmicus kosswigi (јужна Турска, постојећа)
Подврста брадате трске која се некада сматрала изумрлом због исушивања језера Амик, али и даље постоји у том подручју.

Troglodytidae – ворови
- Камени кракавац Сан Бенедикта, Салпинцтес обсолетус ексул (Сан Бенедикто, острва Ревиљагигедо, 1952)
Подврста каменог ворца која је изумрла око 9:00 часова, 1. августа 1952. године, када је њено острвско станиште уништено масивном вулканском ерупцијом.
- Гвадалупе Бјуикова кукуруза, Thryomanes bewickii brevicauda (острво Гвадалупе, источни Пацифик, крај 1890-их?)
Подврста Бјуиковог карлића . Датум изумирања „1903“ изгледа да је погрешан; [293] последњи несумњиви запис датира из 1897. године, а темељна претрага 1901. године није успела да је забележи.
- Сан Клементе Бјуиков орачић, Thryomanes bewickii leucophrys (острво Сан Клементе, источни Пацифик, 1941)
Још једна подврста Бјуиковог ворена последњи пут је забележена 1941. године.
- Даито краставчић, Троглодитес троглодитес ории (Острва Даито, северозападни Пацифик, в. 1940)
Спорна подврста евроазијског кукуруза ; позната је по једном примерку који је можда био лутајућа јединка и стога је могуће да је неважећа.
- Гваделупски кућни ворић, Troglodytes aedon guadeloupenis (Гваделуп, Антили, крај 20. века?)
Пронађена 1914, 1969. и 1970-их; сада је веома ретка или већ изумрла. Њена таксономија је нерешена. Део је комплекса кућних вранова ; друга научна имена за њу укључују T. musculus guadeloupensis и T. guadeloupensis .
- Мартиничка кућна ворница, Troglodytes aedon martinicensis (Мартиник, Антили, око 1890)
Последњи пут пронађен 1886. године. Његова таксономија такође није решена. Још један део комплекса кућних вранова ; друга научна имена за њега укључују T. musculus martinicensis и T. martinicensis .

Paridae – синице, синице и сенице
- Даито вариед сит, Ситтипарус вариус ории (Острва Даито, северозападни Пацифик, 1938)
Подврста разноврсне сенице последњи пут забележена 1938. године и није пронађена у каснијим истраживањима 1984. и 1986. године.
- Загросска сеница, Periparus ater phaeonotus ( планине Загрос, југозападни Иран, 1870)
Подврста угљене сенице позната само по типичном примерку из 1870. године.

Cinclidae – водомоари
- Кипарски белогрли воденкаш, Cinclus cinclus olympicus (Кипар, североисточни Медитеран, 1945)
Раније призната подврста белогрлог воденоса која се сада сматра неважећом. Изумрла је 1945. године.

Muscicapidae – Мухарице и ћаскалице Старог света
- Тонкеанска џунгла мухарица, Циорнис цолонус субсоланус (Сулавеси, Индонезија, крај 20. века?)
Подврста мухарке из џунгле Сула која је позната по једном примерку. Можда је неважећа.
- Чинијошка камена ћаска, Saxicola dacotiae murielae (Архипелаг Чинијо, Канарска острва, почетак 20. века)
Подврста каменогрске жуте мушице са Канарских острва .

Turdidae – дроздови и савезници
- Норфолшки дрозд, Turdus poliocephalus poliocephalus (острво Норфок, југозападни Пацифик, око 1975)
Номинована подврста дрозда са острва Тасмановог мора последњи пут је виђена 1975. године.
- Дрозд са острва Лорд Хау, Turdus poliocephalus vinitinctus (острво Лорд Хау, југозападни Пацифик, почетак 20. века)
Друга подврста дрозда са острва Тасмановог мора последњи пут је забележена 1913. године, а изумрла је до 1928. године.
- Маре дрозд, Турдус ваникоренсис мареенсис ( острво Маре, Нова Каледонија, почетак 20. века)
Подврста дрозда са острва Ваникоро последњи пут је сакупљена 1911. или 1912. године и није поново пронађена након 1939. године.
- Шумски дрозд Свете Луције, Турдус лхерминиери санцтаелуциае (Света Луција, Антили, сачувано)
Подврста шумског дрозда . Сматрало се да је изумрла, али је забележена у Де Шасену 2007. године.
- Пеленг црвено-црни дрозд, Геохицхиа мендени мендени (Пеленг, Индонезија, средина 20. века?)
Номинована подврста црвено-црног дрозда ; мало се зна о њој.
- Кибалески црноухи тлани дрозд, Geohichia camaronensis kibalensis (југозападна Уганда, Африка, крај 20. века?)
Подврста црноухог дрозда или могуће засебна врста; позната само из два примерка, оба из 1966. године. Вероватно је да још увек постоји у одговарајућем станишту, али је могуће да је већ изумрла.
- Цхоисеул руссет-таилед дрозд, Зоотхера хеинеи цхоисеули (Цхоисеул, Соломонова острва, средина 20. века?)
Подврста дрозда са репом црвенкасте боје позната по једном примерку пронађеном 1924. године. Могла је бити истребљена уведеним дивљим мачкама, али острво је слабо познато и стога се још увек не би требало претпостављати да је изумрла.
- Солитаире Исле оф Пинес, Миадестес елисабетх ретрусус (Исла де ла Јувентуд, Антили, 20. век)
Подврста кубанског солитера . Последњи потврђени записи су из 1930-их, а непотврђени извештаји из раних 1970-их.

Mimidae – птице ругалице и дресуре
- Барбадос љускасто груди, Аллениа фусца атлантица (Барбадос, Антили, 1987?)
Подврста љускаве дресице последњи пут забележена 1987. године. Већи део њеног ареала је од тада претражен, без познатих записа.

Estrildidae – естрилдидне зебе (восочњаци, муније, итд.)
- Јужна звездаста зеба, Bathilda ruficauda ruficauda (Аустралија, 1995)
Номинована подврста звездасте зебе последњи пут је забележена 1995. године и није пронађена током каснијих претрага 1990-их. Није познато да ли преживљава у заточеништву.

Fringillidae – праве зебе и хавајске медоносне пузавице
- Санбенитска кућна зеба, Haemorhous mexicanus mcgregori (Сан Бенито, Источни Пацифик, око... 1940-их)
Подврста кућне зебе .
- Лана ʻ и ʻ алауахио, Парореомиза монтана монтана (Лана ʻ и, Хавајска острва, 1937)
Номинирана подврста мауи алауахио (или, тачније, мауи нуи ʻ ), последњи пут је забележена 1937. године и сигурно је изумрла до 1960. године.

Icteridae – Косови Новог света и савезници
- Ориола Великог Кајмана, Ицтерус леуцоптерик баирди (Велики Кајман, Антили, крај 20. века)
Подврста јамајчанске вуге последњи пут забележена 1967. године.

Parulidae – Певушке Новог света
- Њупровиденска жутогрла, Geothlypis rostrata rostrata (Андрос и Њупровиденс, Бахами, Антили, 1990?)
Номинована подврста бахамске жутогрле гризе ; или је изумрла или је скоро изумрла.

Parulidae – танагери
- Гонаве западни цхат-танагер, Цалиптопхилус тертиус абботти (Гонаве, Антили, в. 1980?)
Подврста западне чата-танагере последњи пут забележена 1977. године и вероватно изумрла.
- Источна саманска чат-танагара, Calyptophilus frugivorus frugivorus (источна Хиспаниола, Антили, крај 20. века)
Номинована подврста источне чата-танагере ; последњи (непотврђени?) запис је из 1982. године и сви заједнички напори да се евидентира од тада су пропали.
- Дарвинова велика приземна зеба, Геоспиза магнирострис магнирострис (острво Флореана?, Галапагос Исландс, 1957?)
(Могуће неважећа) номинована подврста велике зебе коју је Чарлс Дарвин сакупио 1835. године; није навео њену прецизну локацију. Слична птица је пронађена 1957. године, али од тада нису виђене друге.
- Сент Китс зеба, Melopyrrha portoricensis grandis (Сент Китс и (праисторијски) Барбуда, Антили, 1930)
Подврста порториканског зебуље .

Emberizoidea – стрнадице и врапци из Новог света
- Тодос Сантос црвенкасто крунисани врабац, Аимопхила руфицепс санцторум (Ислас Тодос Сантос, Источни Пацифик, 1970-их?)
Подврста врапца са црвенкастом круном, некада честа, али није забележена током истраживања 1970-их или касније.
- Врапац песме Санта Барбаре, Мелоспиза мелодиа граминеа (острво Санта Барбара, Северна Америка, касне 1960-их)
Подврста певачице врапца последњи пут виђена 1967. године; изумрла је због великог шумског пожара 1959. године и накнадног предаторства дивљих мачака. Званично проглашена изумрлом од стране Америчке службе за рибе и дивље животиње 1983. године.
- Тамнопути приморски врабац, Ammospiza maritima nigrescens (Флорида, Северна Америка, крај 1980-их)
Подврста приморског врапца последњи пут забележена у дивљини 1987. године.
- Гвадалупска пегава вучна риба, Pipilo maculatus consobrinus (острво Гвадалупе, источни Пацифик, око... 1900)
Подврста пегавог тегљача .